# Villa d’Este
Az olaszországi Lazio régió Róma megyéjében fekvő Tivoliban található Villa d’Este egy olasz reneszánsz kastély parkkal, amely az UNESCO Világörökség része.

## Története

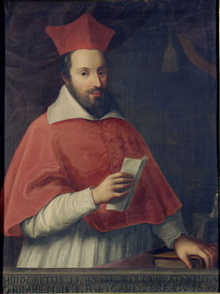
Ippolito d'Este bíboros

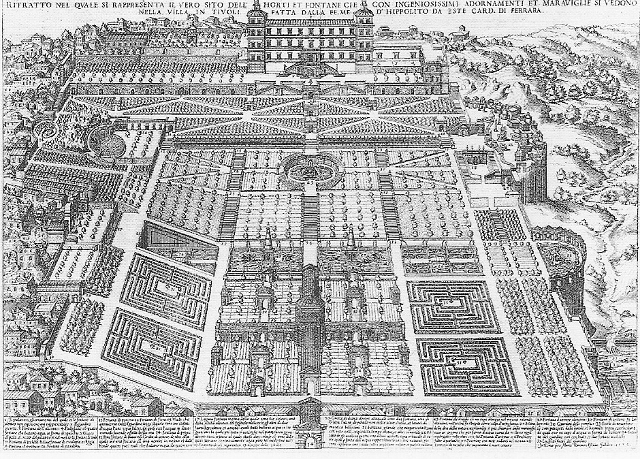
Pirro Ligorio eredeti terve (Étienne Dupérac metszete, 1573)

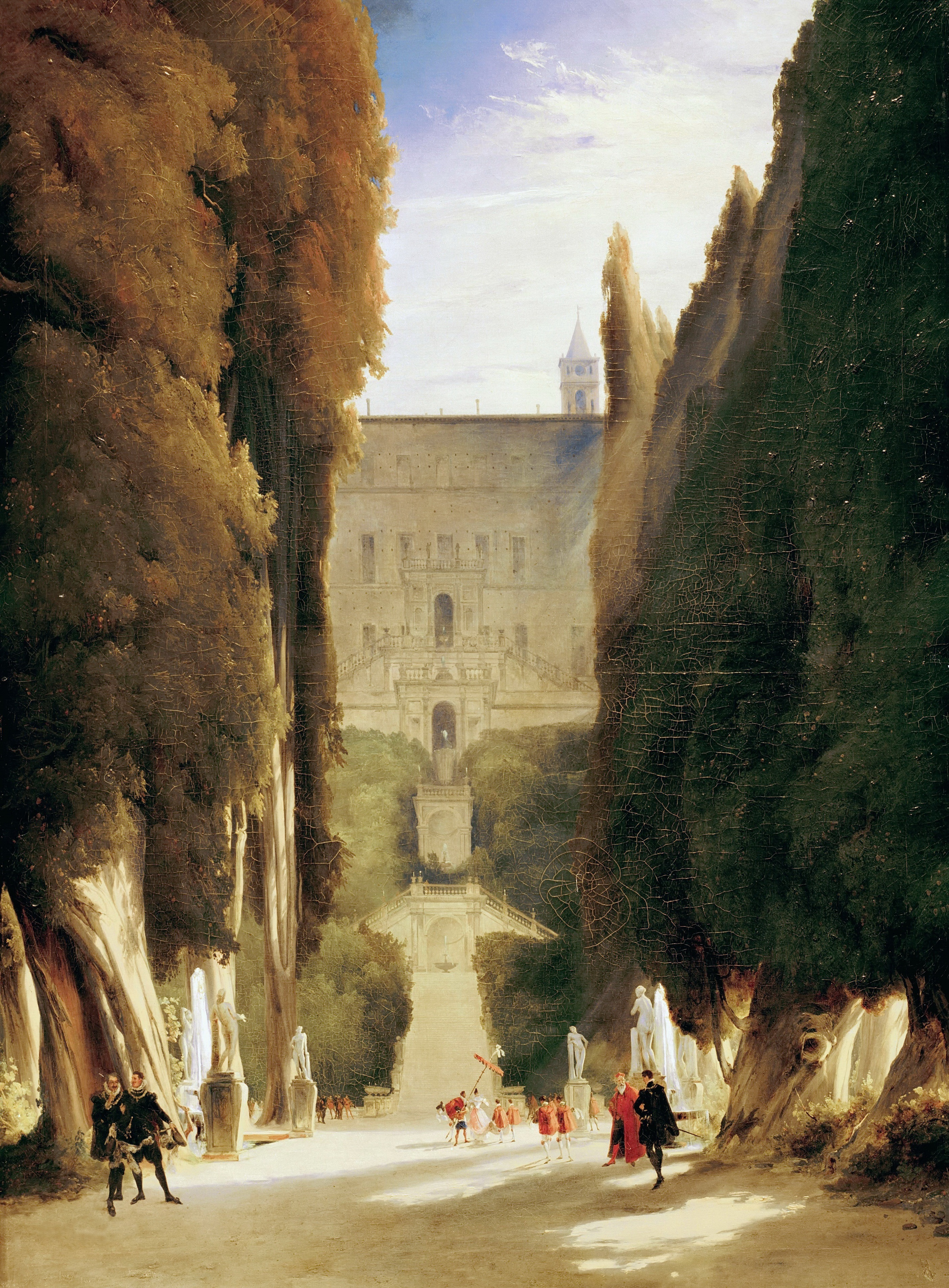
A Villa d'Este parkja (Carl Blechen, 1830)

A villát Ippolito d’Este bíboros, I. Alfonz modenai herceg és Lucrezia Borgia fia (Ferrara, 1509 – Róma, 1572) rendelte meg egy olyan helyen, amelyen már az ókorban római villa állt.
Építésének története első tulajdonosának éléteseményeihez kötődik. III. Gyula (del Monte) pápa meg akarta köszönni d'Este bíborosnak azt a lényeges hozzájárulást, amelyet 1550-ben a pápai trónra való megválasztásához adott azzal, hogy Tivoli és területének életre szóló kormányzójává nevezte ki. A bíboros szeptember 9-én érkezett Tivoliba, ám amikor diadalmasan belépett, rájött, hogy egy régi és kényelmetlen kolostorban kellene élnie, amely a Santa Maria Maggiore-templomhoz kapcsolódik, s évszázadokkal korábban a bencések építették, a ferencesek birtokolják, és részben a kormányzó rezidenciájává alakították át.
Ippolito egészen máshoz szokott, Ferrarában és Rómában is, de Tivoli levegője jót tett neki, ráadásul – a római régiségek nagy tudósaként – nagyon érdekelte a leletekben bővelkedő környék. Ezért úgy döntött, hogy a kolostort villává alakítja. Ez lett volna az ikertestvére annak a grandiózus palotának, amelyet egyidejűleg Rómában, a Monte Giordanón építtetett; míg a római palotát „hivatalos” fogadásokra szánta az Örök Városban, addig a tivoli villát kellemes találkozások és hosszabb, átgondoltabb beszélgetések helyszínéül. Nem véletlen, hogy azt a helyet, ahol a villa épült, „Valle Gaudenté"-nek (Öröm-völgy) hívták.
A munkákat Pirro Ligorio építészre bízták, lenyűgöző számú művész és kézműves támogatásával. A gyár felépítése azonban a kuriális bíboros kormányzó viszontagságait követte, akit 1555-ben IV. (Carafa) Pál pápa bocsátott el, majd 1560-ban IV. Piusz állította vissza hivatalába. V. Piusz pápa rossz kapcsolatai miatt a franciákkal, akik mindig is nagy szövetségesei voltak elődjének, azok megrongálták. Ezen túlmenően két, 1566-ig tartó működésű, különböző rendekhez tartozó templomtól kellett megvásárolnia a szükséges földterületet, valamint az Aniene vizét a vízesésekhez új alagutakon keresztülvezetni. Az építőanyagok is gondot okoztak: a Római Szenátustól kapott engedélyt, hogy Cecilia Metella sírjának travertínó burkolatát a villa építési munkáihoz felhasználják, később visszavonták (de nem azelőtt, hogy az emlékmű alsó sávjának teljes burkolatát eltávolították volna, így maradt fenn a mai hiányos állapot).
A bíboros épphogy megérhette a villa ünnepélyes felavatását 1572 szeptemberében, XIII. Gergely pápa jelenlétében, majd december 2-án elhunyt.
Az első tulajdonosok az Este-ház három bíborosa, Tivoli kormányzói voltak: a kliens II. Ippolito unokaöccse, Luigi 1586-ig és végül Alessandro 1624-ig. Utóbbinak sikerült fenntartania az ingatlan közvetlen tulajdonjogát az Este-ház számára, még akkor is, amikor a család már nem volt jelen a bíborosi kollégiumban, karbantartási és dekorációs újításokat végeztetett. Figyelemre méltó Rinaldo d'Este bíboros (1641–1672) munkája is, aki Berninivel készíttette el a Bicchierone-szökőkutat és az Orgona-szökőkút kaszkádját.
Ezt követően a Habsburgok birtokába került villa, és létesítményei pusztulásnak indultak, az antik gyűjtemények pedig szétszóródtak, mígnem Gustav Adolf von Hohenlohe-Schillingsfürst bíboros a XIX. század közepén beleszeretett, helyreállíttatta, és a század hátralévő részében (haláláig) ismét a társadalmi tevékenység középpontjába helyezte. Az egyik gyakori látogató akkoriban Liszt Ferenc volt, akit a villa inspirált a Zarándokévek I. néhány darabjára (Harmadik év: A Villa d’Este ciprusainál, Thrénodie I. – Vizek játéka a Villa d'Estében Threnodie II.).
A villa utolsó magántulajdonosa Habsburg Ferenc Ferdinánd főherceg, az Osztrák–Magyar Monarchia trónörököse volt, aki meg akarván szabadulni tőle, el akarta adni az olasz államnak az akkori óriásinak számító összegért, kétmillió líráért, de az olasz kormány sokáig halogatta; ám a főherceg 1914. június 28-i szarajevói meggyilkolása megszabadította Olaszországot ettől a „kellemetlen ügytől", ahogy Antonino Paternò-Castello márki, olasz külügyminiszternek volt alkalma az adásvételi tárgyalásokra hivatkozva Antonio Salandra miniszterelnöknek elmondani, amikor közölte vele a gyilkos merénylet hírét.
1918-ban, az első világháború után a villát az olasz állam győztes országként megkaparintotta. Az 1920-as és 1930-as években teljesen helyreállították, majd megnyitották a nagyközönség előtt. 1928-ban az állam Emilio Notte futurista festőre bízta a művészetek és kézműves témájú freskó elkészítését a palota egyik termében. A második világháború után újabb restaurálásra szorult, hogy helyrehozzák a komplexumra ledobott szövetséges bombák által okozott károkat.

## A villa

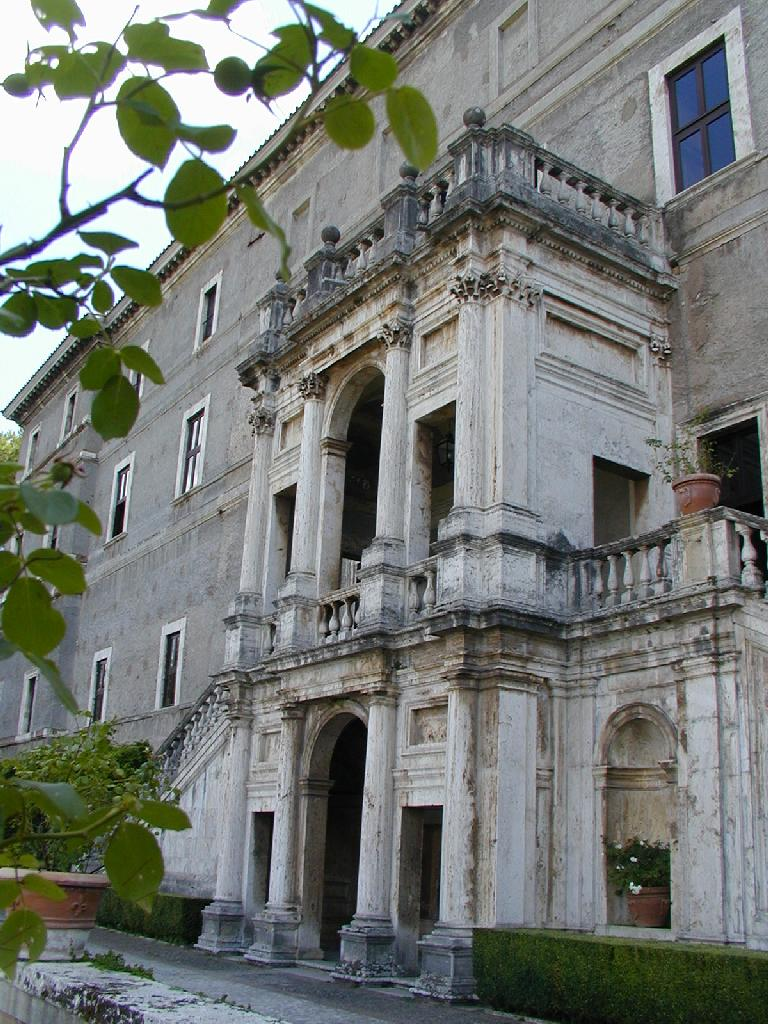
Pirro Ligorio homlokzata lépcsőházzal

Különösen érdekesek a belső terek, amelyek főemeletét művészek nagy csoportja díszítette és festette ki a Forlìból származó Livio Agresti irányításával.

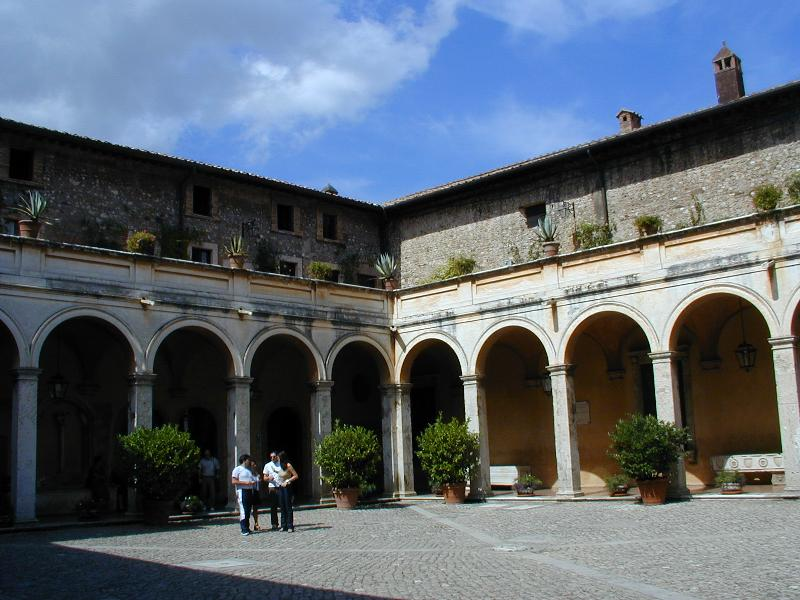
A belső udvar

### A nemesi lakosztály

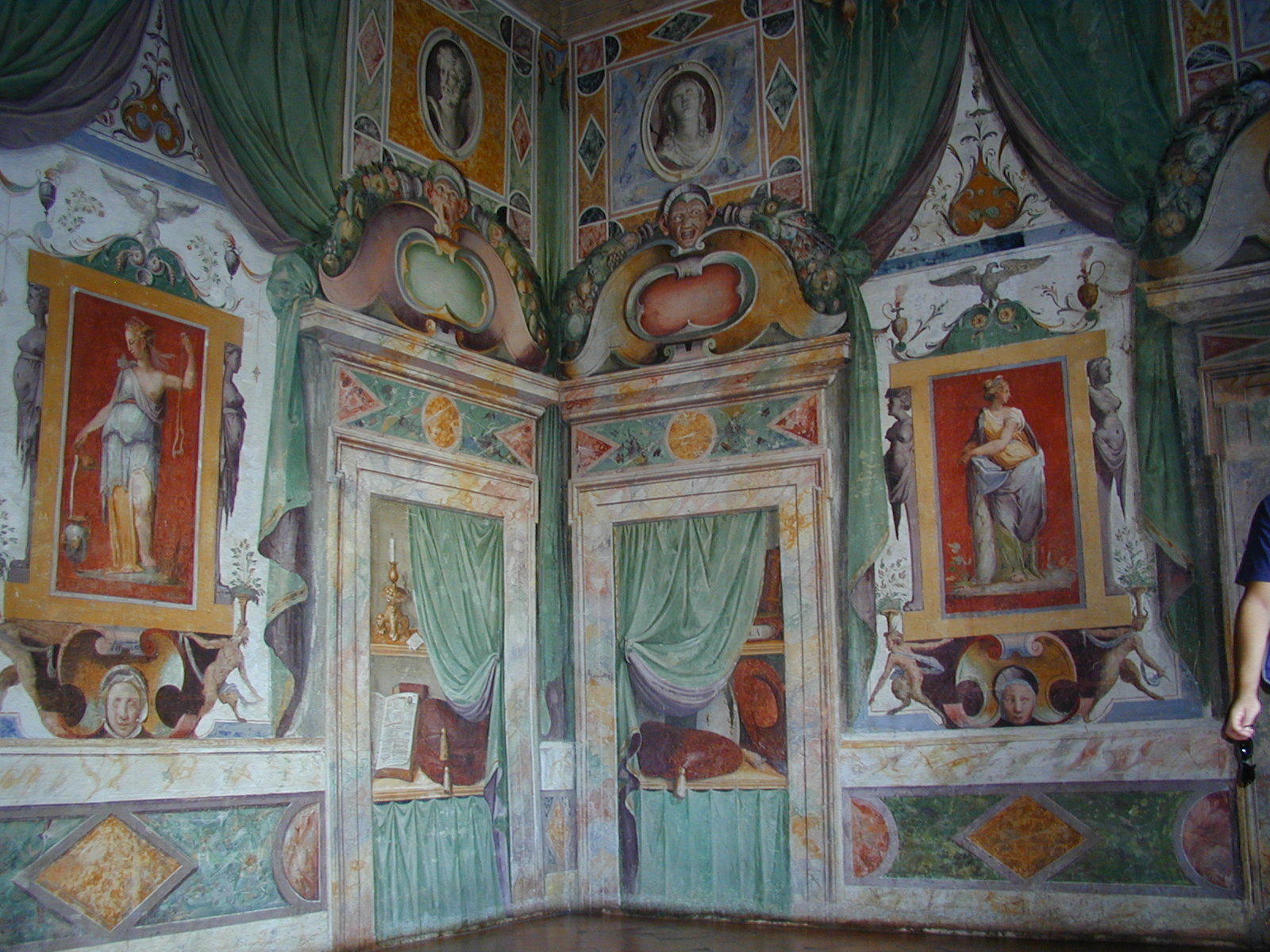
Freskók a nemesi lakosztályban

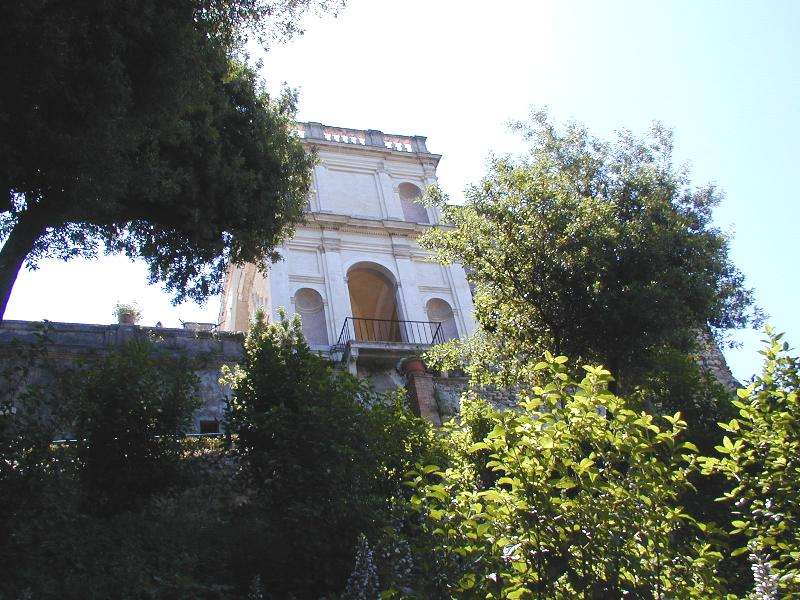
A Nagy Loggia alulról nézve

### Az alsó lakosztály

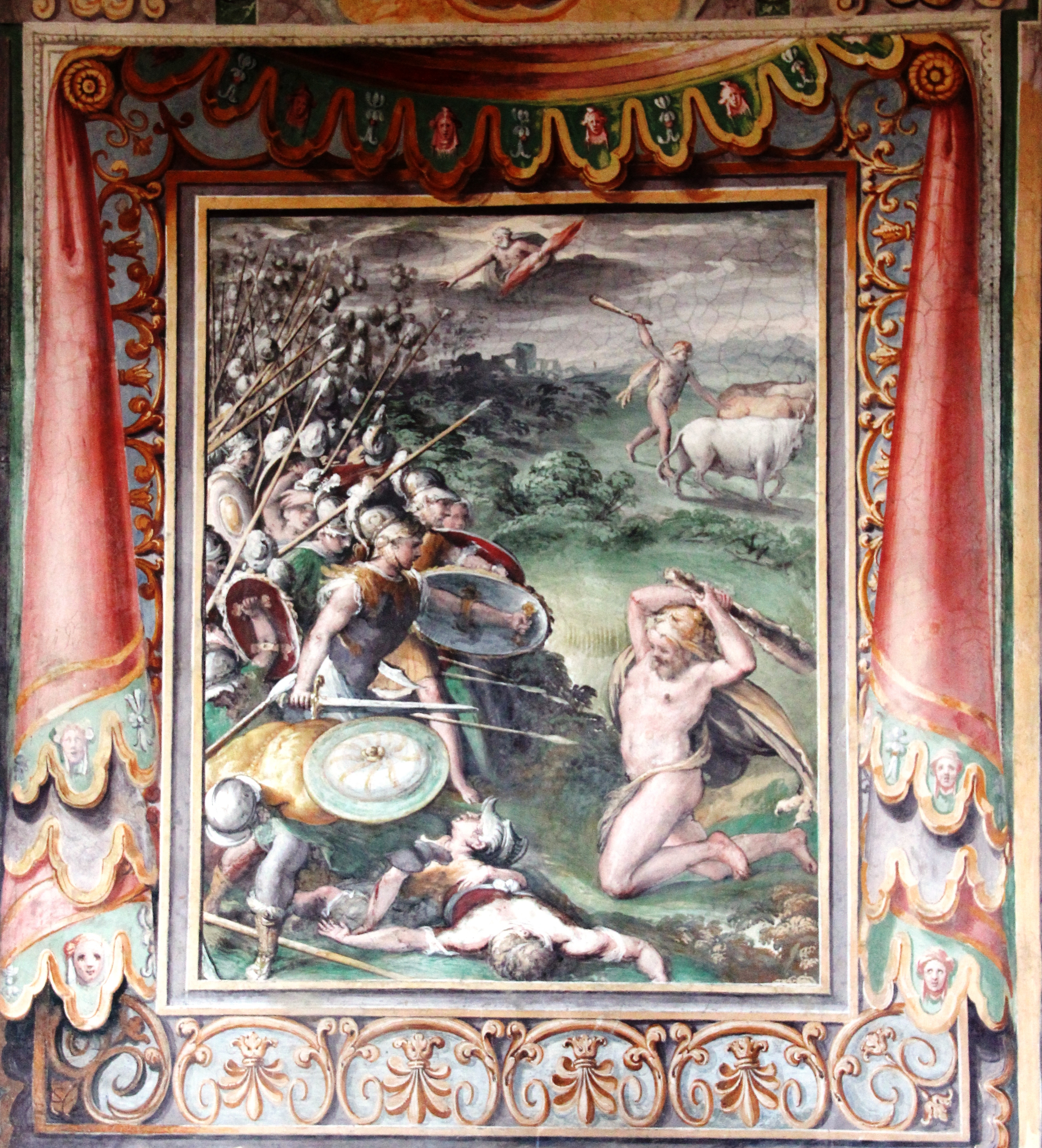
Ercole Sassano 1569, freskó az alsó lakosztály első Tiburtine szobájában. A mítoszt Antonio del Re írja le Antichità Tiburtine című művében, amelyben pontos leírást hagyott az utókorra a villáról 1607-ben

Az alsó lakosztályt a mennyezeti freskóról ma Szökőkút szalonnak vagy Istenek Tanácsa szalonnak nevezik. Az 1950-es években már Sala di Passaggiónak hívták, keleti falán a villa tervét ábrázoló freskóról, a palota épitésének idejéből 1568 körülről.

## A park
Pirro Ligorio alkotása, a villa hátsó homlokzatától, a palota jelenlegi bejáratáig nyúlik, teraszokra és lejtőkre tagolódik, központi hosszanti tengellyel és öt fő keresztirányú tengellyel, mesterien összekötve a park különböző lejtőit, a Róma környéki városokra jellemző építészeti sémát alkalmazva.

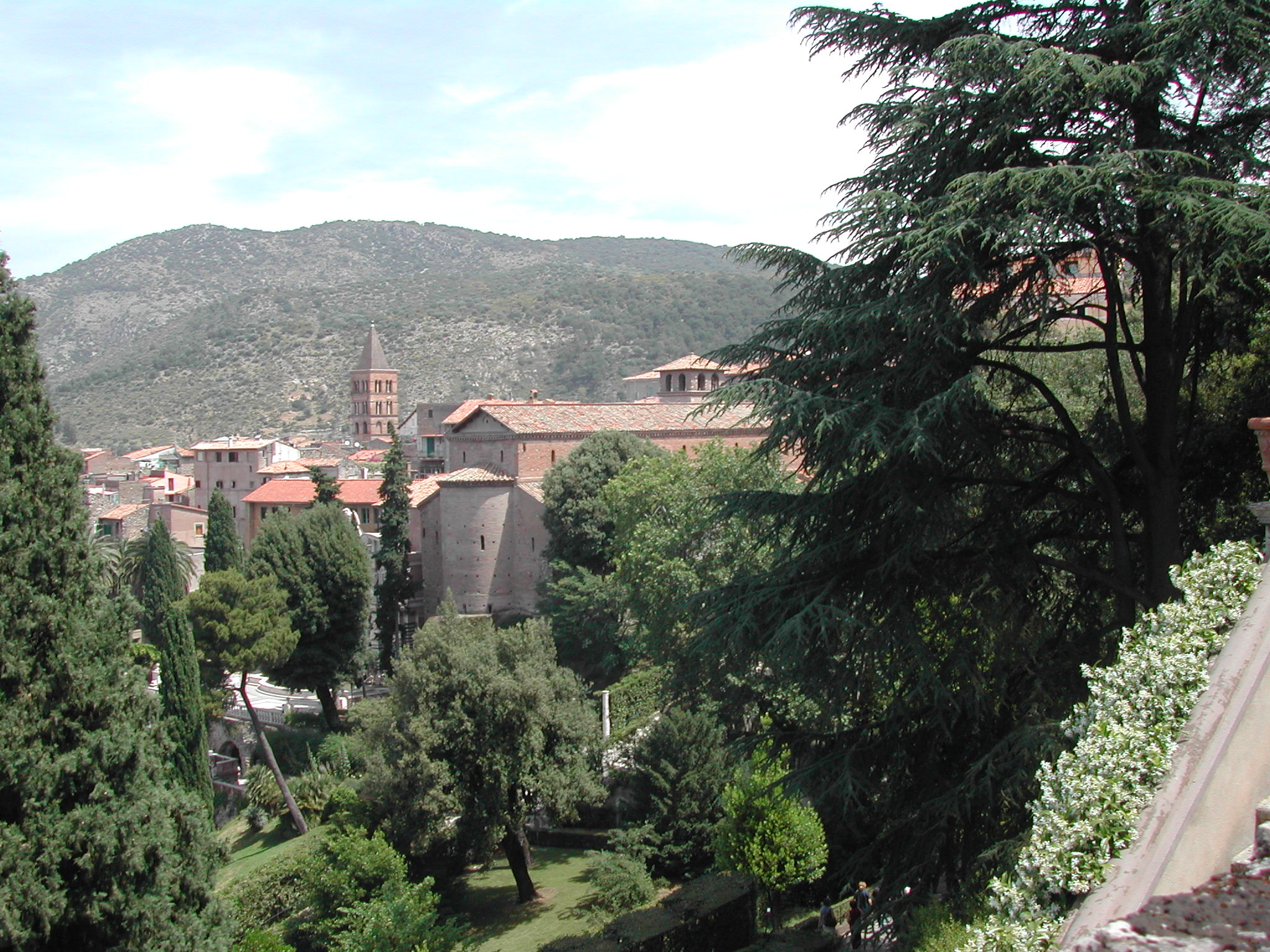
A San Pietro alla Carità apszisa és a székesegyház harangtornya a palota központi loggiájáról nézve

Az eredeti bejárat azonban a domb ősi útján volt, a San Pietro-templom közelében, amelynek apszisa a kert egyik oldalát határolja, így sokkal fenségesebb és varázslatosabb a komplexum a látogató számára. Az eredeti dizájn, a kert különböző szintjeiről gyönyörködtető tájon kívül a szökőkutak vízi játékaikkal, a különféle fák és növények mintájává tették a Villa d'Este kertjét számos későbbi park kialakításához.
Mindez hosszú és megterhelő munkába került Ligoriónak: a régi városfalakat támpillérként használta fel a töltés építéséhez, és megoldotta az általa tervezett összes szökőkút működtetéséhez szükséges nagy mennyiségű víz odavezetését, kiszámítva annak pontos mennyiséget. Emiatt egy csőrendszert és egy körülbelül hatszáz méter hosszú alagutat épített Tivoli városa alá, amely közvetlenül az Anienéből juttatta a vizet egy medencébe: az áramlási sebesség jó 300 liter volt másodpercenként.
Ezután minden szökőkutat mechanikus eszköz használata nélkül működtettek, csak a természetes nyomást és a közlekedőedények elvét használva. Az eredmény ma már csak részben látható: összesen 3,5 hektáros kert, 250 vízsugár, 60 forrás, 255 vízesés, 100 medence, 50 szökőkút, 20 exedra és terasz, 300 zsilip, 30 000 dísznövény szezonális forgással, 150 magas törzsű fa, 9000 m² sugárút, ösvény és rámpa.

### A sugárút

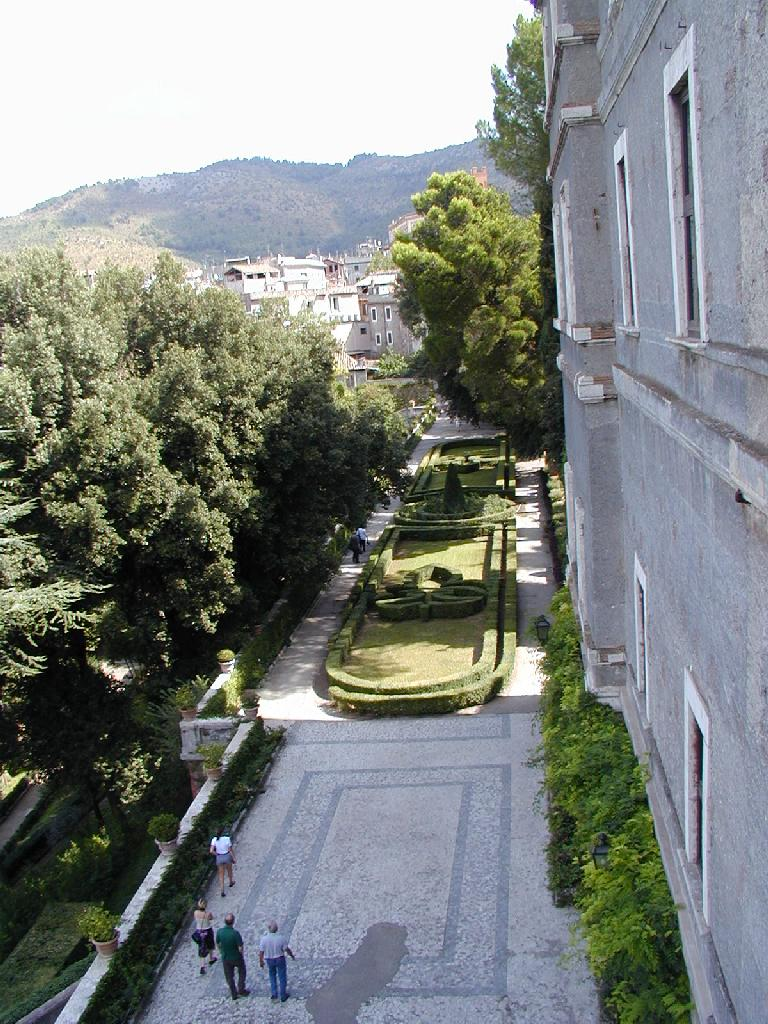
A sugárút

A Pirro Ligorio által tervezett kettős lépcsőn lefelé haladva a központi csarnokot összekötő rövid fedett loggia után a sugárút magaslati emelete, a kert első és legnagyobb sugárútja, amely a palota homlokzatával mintegy kétszáz méteren párhuzamosan húzódik, és egyik oldaláról a Nagy Loggia, a másikon az Európé-szökőkút határolja. A bíboros és udvara a legmelegebb napokon szállt meg itt, hogy élvezze a villa előtti kertből áradó hűvös szellőt, és részt vegyen az előadásokon.

### A Nagy Loggia
A villa bal oldalán határos a Vialonével. 1568–69-ben épült, bár valójában soha nem használták étkezőnek, amivel a vendégek a szabadban élvezhették a pazar étkezést, és védve voltak a tűző naptól és a nedvességtől. A loggia mögött a Tiburtine vidékre nyílik kilátás.

### Diana barlangja

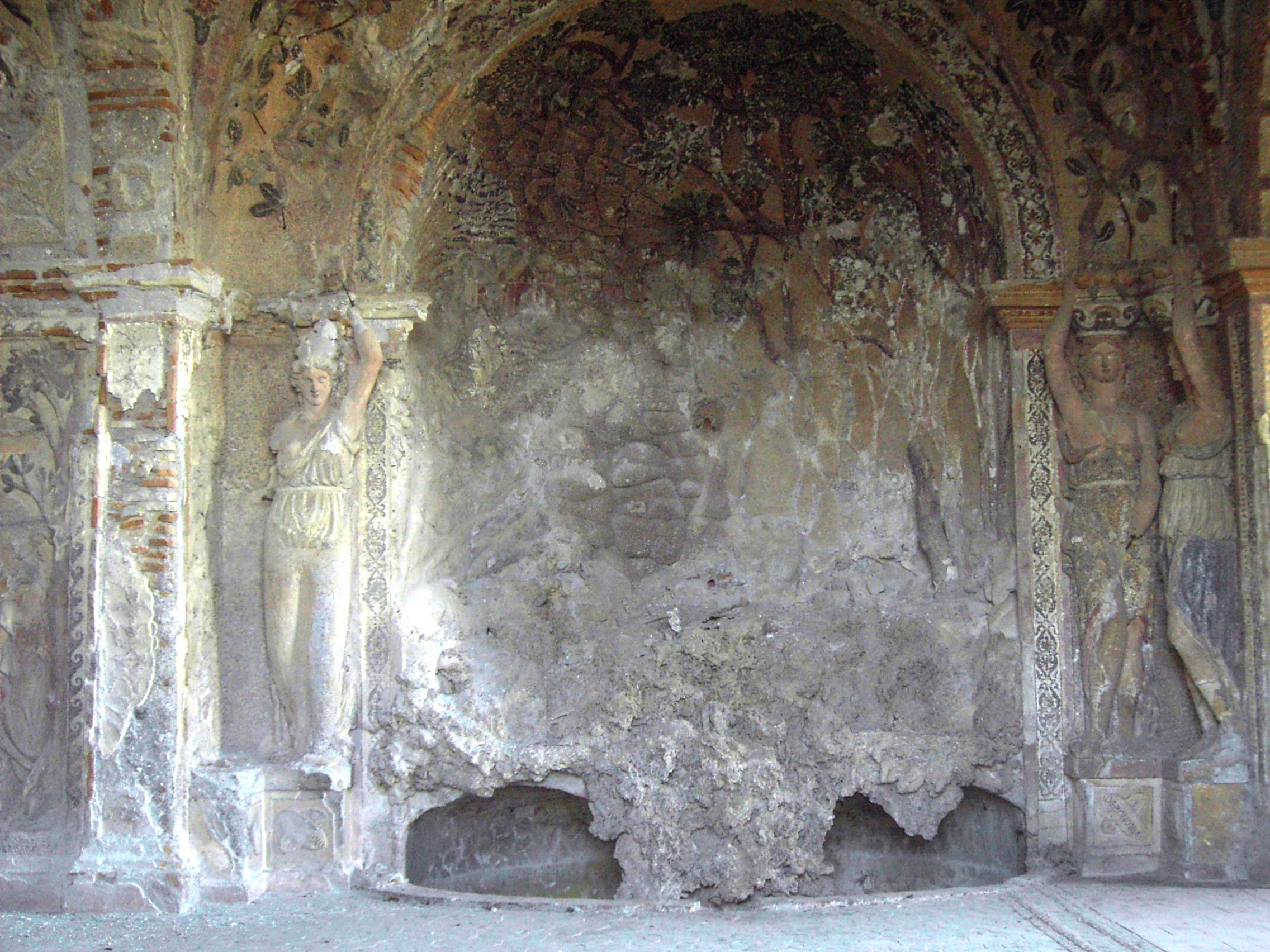
Diana barlangja

A villából lefelé ereszkedve, egy kis ösvény bal oldalán található Diana barlangja. Kőmozaikokkal, magas és alacsony domborműves stukkókkal és zománcdíszítésekkel teljesen borított, a bolognai Lola és Paolo Calandrino, valamint Curzio Maccarone készítették; a padló viszont – amint az néhány megmaradt nyomból is látszik – színes majolika csempékből készült, sokféle díszítő motívummal. A barlangot díszítő elegáns és értékes szobrok két amazont, Minervát és Dianát, a vadászat istennőjét ábrázolták, akiknek a barlangot szentelték: ezek jelenleg a Capitolium Múzeumban találhatók, ahová XIV. Benedek pápa megvásárlásuk után szállíttatta őket. A falakon birsalmaágak és stukkós gyümölcskosarak mellett Neptunus, Minerva, kariatidák, múzsák magas domborművei, drágakőszemekkel öt mitológiai tárgyú jelenetet ábrázolnak. Az első Daphnê átalakulásáról szól, akit, hogy megmeneküljön Apollón zaklatásától, az istenek babérrá változtattak; a második jelenet azt ábrázolja, hogy Andromédát Perszeusz kiszabadítja, onnan ahol le volt láncolva, hogy egy tengeri szörnyetegnek ajánlják fel áldozatul Poszeidón haragjának lecsillapítására; a harmadik jelenet ehelyett a vadász, Aktaión szarvassá való átalakulását ábrázolja, amit Artemisz hajtott végre, hogy megbüntesse, amiért meztelenségében merészelt utána kémkedni; a negyedik jelenet a Syrinx náddá alakításával foglalkozik, hogy elkerülje Pán isten szerelmét; Az ötödik jelenet végül Kallisztó, aki Héra Zeusz iránti féltékenysége miatt medvévé változik.

### A Ciprusok rotundája

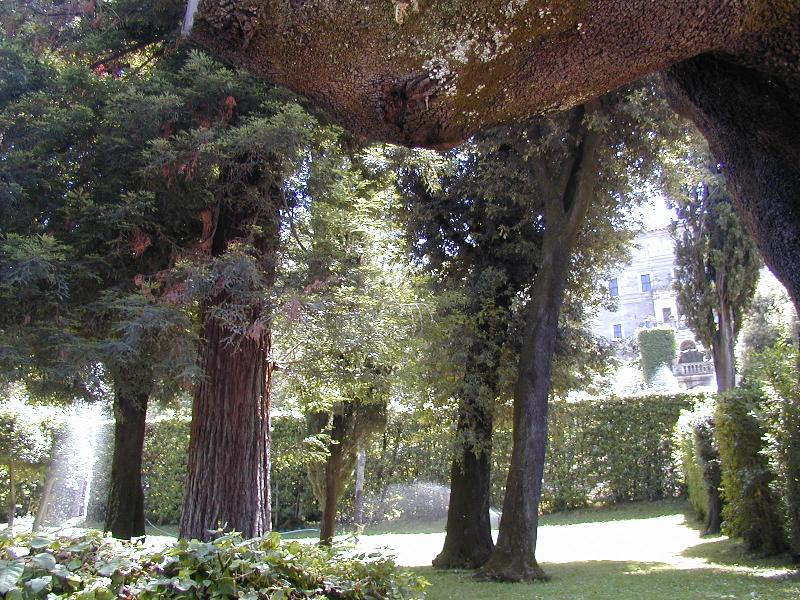
A Ciprusok rotundája

A kert legalsó részén, a főtengelyen található, közel a palota eredeti, ősi bejáratához, a Via del Collén. Nem más, mint egy kör alakú exedra alakú négyzet, amelyet gigantikus, évszázados ciprusfák vesznek körül, amelyek fenségesen emelkednek az ég felé. Talán a legrégebbi létező példányok közé tartoznak, mára már nem jó egészségben, az eredeti fa kioszk helyére ültetve; díszítette a rotundát, a hét szabad művészetet képviselve. Voltak nagy pergolák is. Négy alacsony szökőkút teszi teljessé a teret. Egyúttal átfogó képet ad a palotáról és a kertről, amely bizonyára oly sok csodálatot keltett a tizenhatodik századi látogatóban. Gabriele D’Annunzio a „Notturno” című versében idézi fel a magas ciprusokat.

### A szökőkutak

#### A Nagy pohár szökőkútja

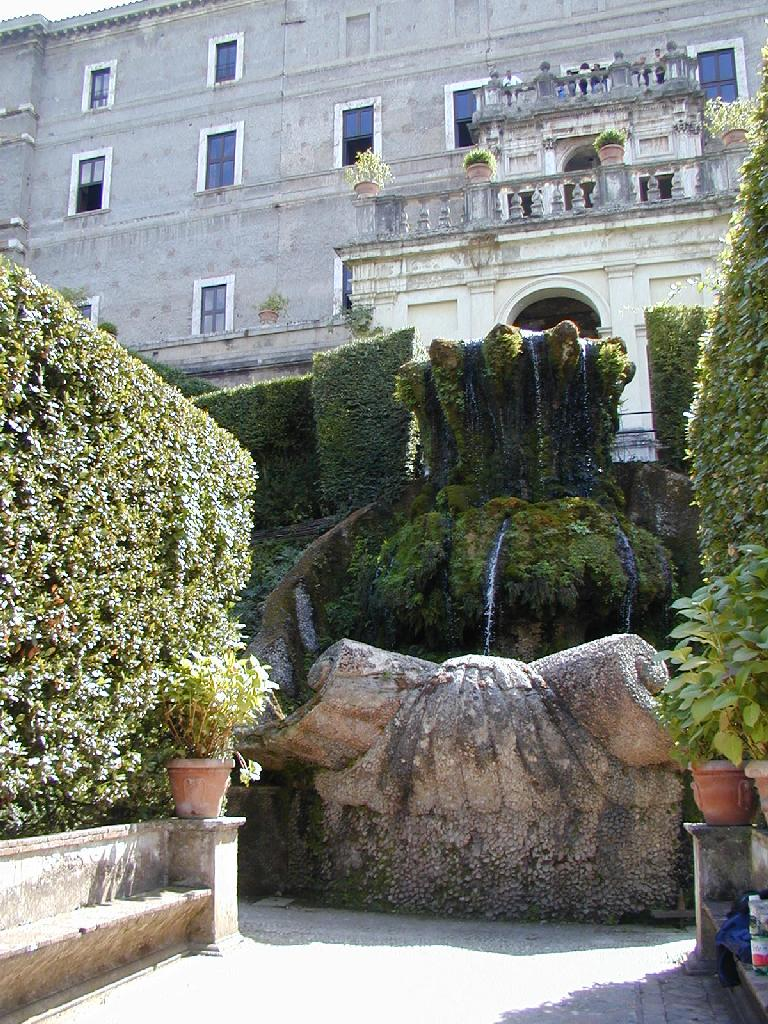
A Nagy pohár

A „del Giglio" (Liliom) néven is ismert szökőkút a Pandora-loggia alatt található, a villa kertjének fő tengelyén. Az elegáns és békés szökőkutat csaknem egy évszázaddal a villa felépítése után, 1661-ben építette Rinaldo d'Este bíboros megbízásából Bernini. A szökőkút építészeti stílusában egy fogazott kelyhet (pontosabban a „Bicchieroné”-t) ábrázol egy másik hasonló tetejére, mindkettőt egy nagy kagyló támasztja alá. A szökőkutat 1661 májusában indították be először a villa jeles vendégeinek tiszteletére, de a vízsugár magásságát később maga Bernini csökkentette le, mert túl magas volt, akadályozva a kilátást Pandora loggiájáról.

#### Ariadné szökőkútja
A sugárúton, a nagy loggia átmérőjével szemközt található, s az utóbbihoz hasonlóan egyfajta diadalív formáját ölti, amelyet két egymásra épülő, dór és korinthoszi oszlop alkot, amelyek egy nagy rést határolnak, amelyen belül a ma a római Villa Albaniban található szoborcsoport helyezkedett el, amely a Bikát ölelő Európé-szoborcsoportot foglalja magában. Az egész egy pompás szökőkutat alkotott, amelyből a felszökő víz egy értékes márványmedencébe hullott, amely mára elveszett.

#### A Pegazus-kút

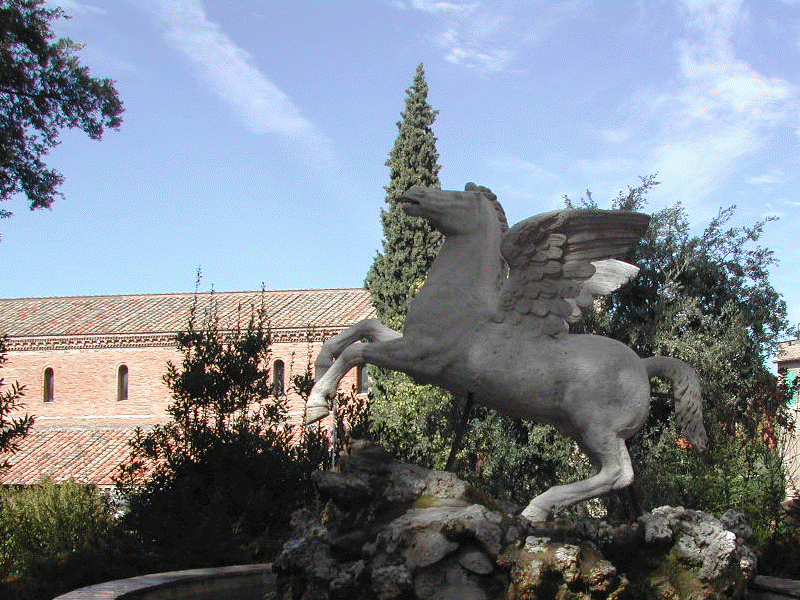
A Pegazus-kút

A sziklák és a növényzet között, az alatta lévő Ovális szökőkút Sibilla Albunea mögött, egy kör alakú medence alkotja a szökőkutat, amelynek közepén egy nagy szikla áll, amelyen a Medúza lefejezéséből született, majd két lábon szárnyaló szárnyas mitikus ló, a Pegazus szobra áll. A kompozíció Pegazus történetét idézi fel, aki a Helikon-hegyre érkezve, patáját a földre csapva, a múzsák számára szent Hippocrene-forrást megindította. A háttérben a román stílusú San Pietro alla Carità-templom, amely felé a Villa d'Este egyik kapuja nyílik. A templom az 5. században épült egy római villa helyén – valószínűleg ugyananak, amelynek néhány maradványa a villa helyiségeinek padlója alól került napvilágra – Szimpliciusz (tiburti) pápa parancsára.

#### Száz szökőkút

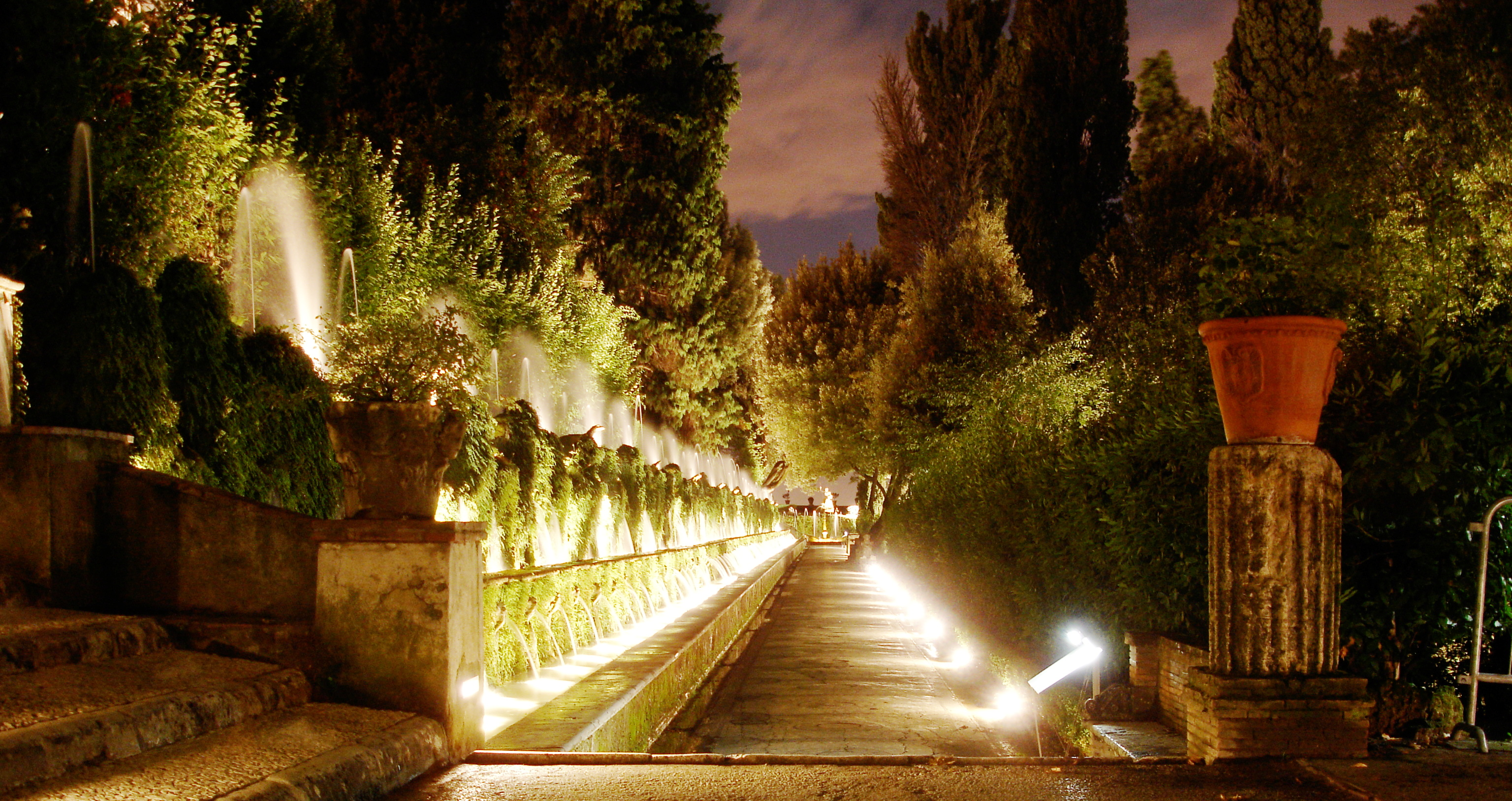
A száz szökőkút sugárútja éjjel

Pirro Ligorio tervezte, egy száz méter hosszú sugárút szegélyezi, amely összeköti az Ovális szökőkutat, más néven Tivoli-kutat, a Rometta-, más néven Róma-kúttal. Allegorikusan a három kis párhuzamos vízfolyás, amelyek különböző magasságban képződnek a fúvókák táplálására, az Albuneo folyót, az Aniene folyót és az Ercolaneo folyót, a Tiberis három mellékfolyóját (amelyet a Rometta jelképez), a Tiburtini-hegység (amelyet az Ovális-kút) képvisel. A száz fúvóka két egymást átfedő antropomorf maszksorba rendeződik, míg a legmagasabb csatornát liliomok, obeliszkek, csónakok és Este-sasok által generált és váltakozó fúvókák uralják mint a pápai hatalom szimbóluma: az Anjou-liliomok és sasok (1685-ben II. Ferenc modenai herceg tiszteletére) a d'Este-család jelképei, Szent Péter bárkája, a pápai hatalom szimbólumai.
A csobogó szökőkutak által szegélyezett sugárút varázsa számos film hátterében állt, például 1959-ben William Wyler Ben Hur című filmjének bankettjelenetében.
Az biztos, hogy az építkezés befejeztével a száz szökőkút sokkal pazarabb hatást kelthetett: a csiszolt márvány és az érintetlen szobrok által, amelyekből erős vízsugarak törtek elő minden bizonnyal. De mint a villa sok más szökőkútjában, az évszázadok során lefolyó víz korrodálta a szobrokat, megrongálta az értékes márványokat, és eltörölte az első sorban lévő írást is.

#### Ovális szökőkút

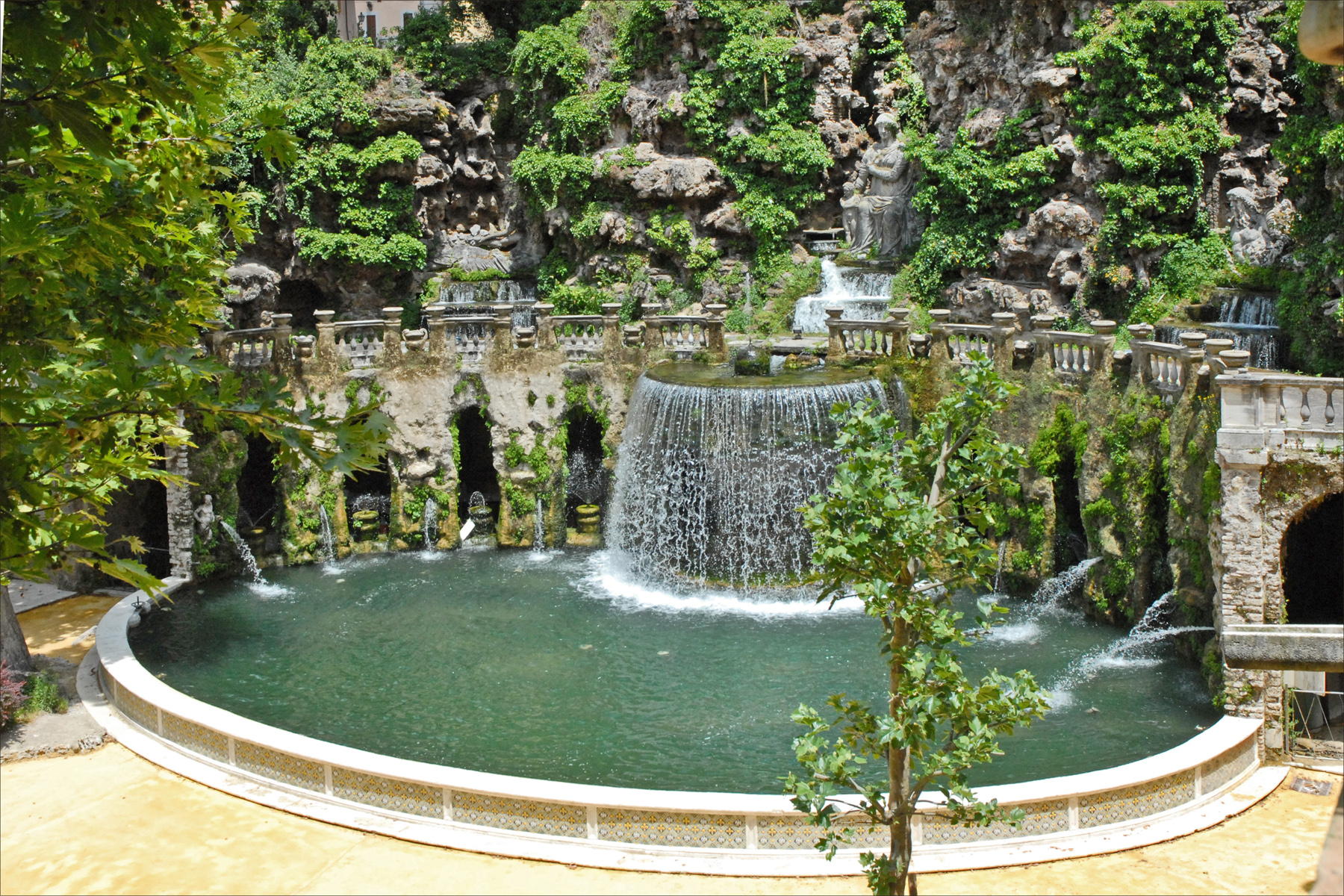
Az Ovális szökőkút

A Száz szökőkút sugárútjától balra, egy különleges helyen, egymástól kissé távolabb, de a kert különböző részei elől biztosan nem takarják el a szintén Pirro Ligorio által tervezett, 1567-ben épült Ovális-kút vagy Tivoli-kút. Ebbe a szökőkútba ömlik az Aniene folyóból a város alatt áthaladó csatornán átvezetett víz. Különleges ovális exedra alakja miatt dell'Ovatónak hívják, a közepén egy nagy medencével, amelybe a szökőkút összes zuhanó és kiömlő vize torkollik. „A szökőkutak királynőjének” is nevezik, ezt a nevet állítólag Francesco Bandini Piccolomini sienai érsek tulajdonította neki, akit Tivoliba száműztek, ahol Ippolito bíboros vendége volt.

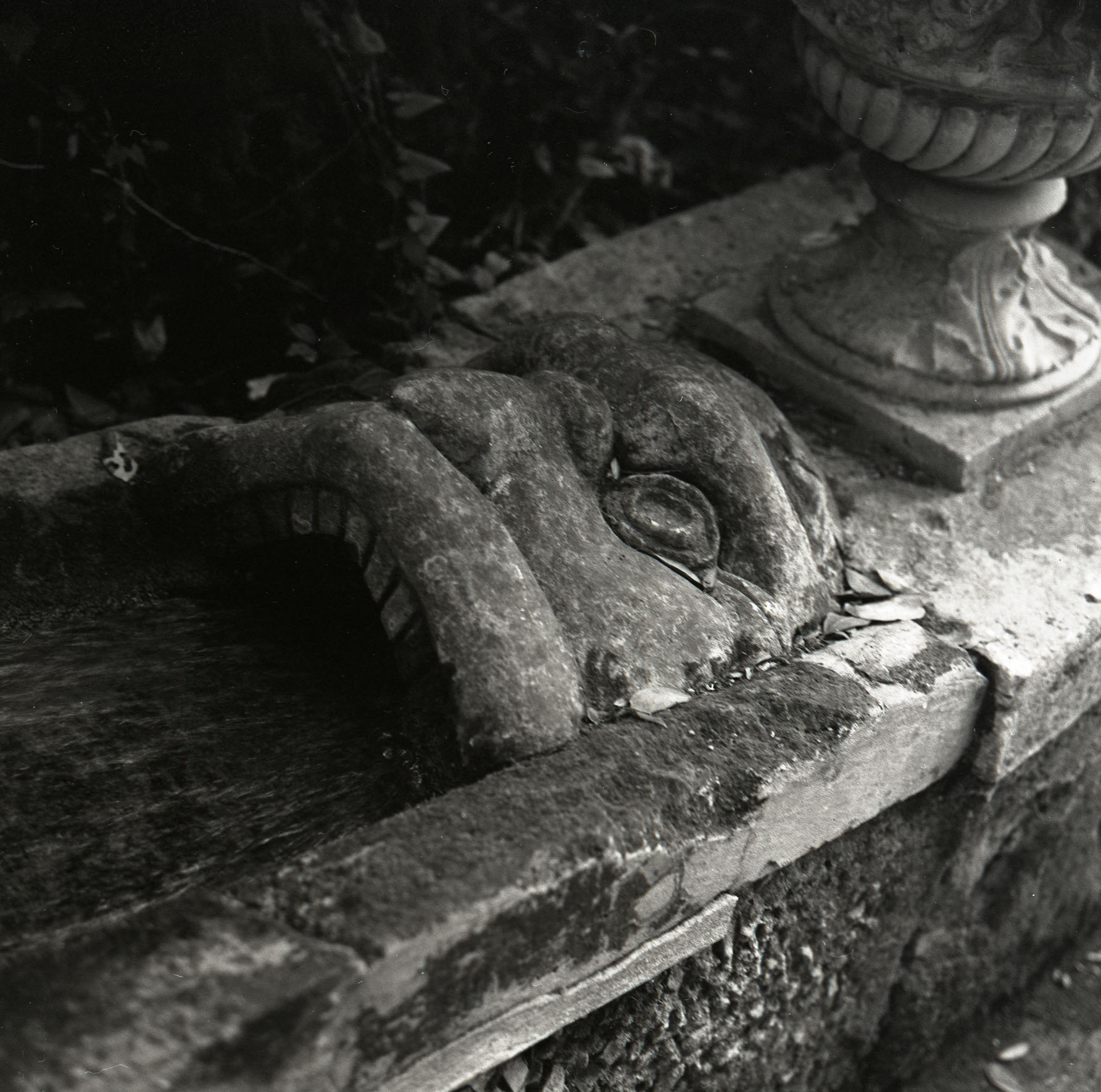
Maszk a Villa d'Estéből (1967)

Különleges kidolgozottság jellemzi, ezért minden bizonnyal a villa szökőkútja várja leginkább a barokkot, különösen annak a hatásnak köszönhetően, amelyet a Curzio Maccarone által elhelyezett sziklák és díszsziklák adnak, hogy a Tiburtini-hegységet ábrázoló szcenográfiát hozzon létre, amelyből a három folyó ereszkedik alá, az Aniéne, az Erculaneo, az Albuneo. Középen a Tiburtine Sibyl vagy Albunea található, kezében a kis Melikertész, Ino nimfa fia, aki az Albuneo folyót jelképezi, Giglio della Vellita alkotta, míg a két oldalon, fülkéken belül, két folyami istenség szobra, Giovanni Malanca és Erculaneoniene. Nagyon szuggesztív, hogy fent, a sziklás rész tetején látható a Pegazus-szökőkút, amely úgy tűnik, beleillik a szökőkútba és kiegészíti a kompozíciót.
A festői sziklaszakaszt a középső részen nyíló márványkorlát zárja le, hogy a víz egyfajta kupolás vízesést hozzon létre, amely alatt be lehet járni, amely a nagy medencébe ömlik, amelynek hátterében az alapjául szolgáló építmény, egy görbe vonalú nimfeum, amelynek pilléreiben, speciális fülkékben, a vízen épült, a Gillavana tizedére épülő vízesés áll – írta Pirro Ligorio. A medence mellvédjét ehelyett fényes kerámia borítja, a Este-címer részleteivel, amelyek közül néhány eredeti. Elöl, speciális fülkékben, két stukkós Bacchus-szobor áll, két rusztikusan csobogó szökőkút fölött, nemrég restaurálva, a teret pedig két nagy kőasztal és évszázados platánok díszítik, amelyek közül három még a 16. századi építményből származik. A Piazzale délkeleti oldalán a töltésnek dőlő épületben található a Vénusz barlangja, amely 1565–1568 között épült Pirro Ligorio terve alapján. A központi terem, amely évek óta az Ókori Könyvek Oktatási Múzeumának ad otthont, tipológiája a tivolii Sant'Antonio ősi nimfeumára vezethető vissza.

#### A sárkányok szökőkútja

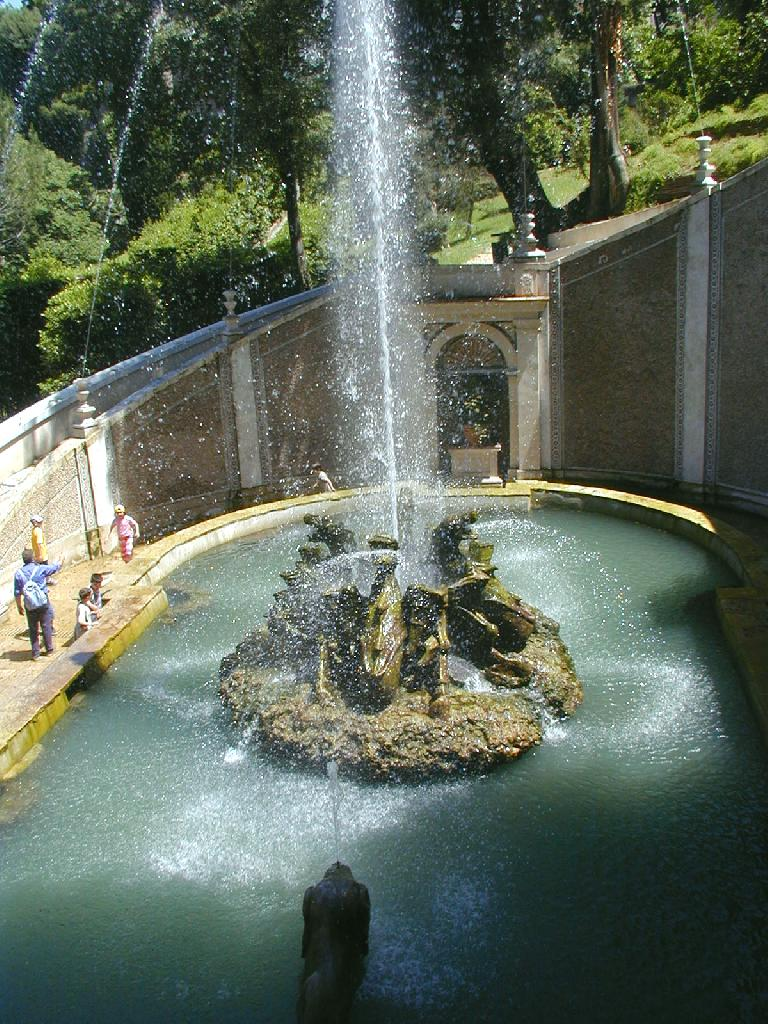
Sárkányok szökőkútja

A kert főtengelyéről lefelé haladva, a Százkút sugárútján lejjebb találkozhatunk a festői szépségű Sárkányok-kúttal vagy a Girandolával, amely központi elhelyezkedésénél fogva a park szíve. Pirro Ligorio tervezte és építette, a legenda szerint egyetlen éjszaka alatt, 1572 szeptemberében, tisztelegve a villában vendégeskedő XIII. Gergely pápa előtt, akinek családi címere, a Boncompagni-féle szárnyas sárkányokat jelképezte. Valószínűbb, hogy a pápa látogatása meggyőzte Luigi d'Estét a szökőkút felállításáról. Egy központi szoborcsoport alkotja, amelyet négy csúnya sárkány alkot, körbe rendezve, egymásnak háttal vízsugarat köpnek, miközben egy erős és magas sugár indul a kör közepéből. Hátul, a Százkút felső sugárútjának erkélye alatt van egy fülke, amelyben Herkules nagy szobra áll. A szökőkutat kettős lépcsőház harmonikusan öleli át, s köti össze a szinteket, míg az oszlopokon egy csatorna hoz létre egy kis vízfolyást, a vázák pedig körben végződő fúvókákat emelnek ki a sárkányok medencéjében. A szökőkút célja az volt, hogy utalás legyen Herkules tizenegyedik munkájának mitikus epizódjára, aki, hogy birtokba vegye a Hesperidák kertjének aranyalmáit, megöli a százfejű sárkányt, Ladónt.
Eredetileg a szökőkutat Girandolának hívták, a Tommaso da Siena által tervezett rendkívül bonyolult mechanizmusoknak és hidraulikus eszközöknek köszönhetően, amelyek képesek voltak reprodukálni a lövések, a petárdákhoz hasonló robbanások, az ágyúkhoz hasonló mennydörgéseket, ropogtatásokat, robbanásokat és tépő lövéseket, mint a római Angyalvár tűzfegyverei hangját.

#### A Rometta

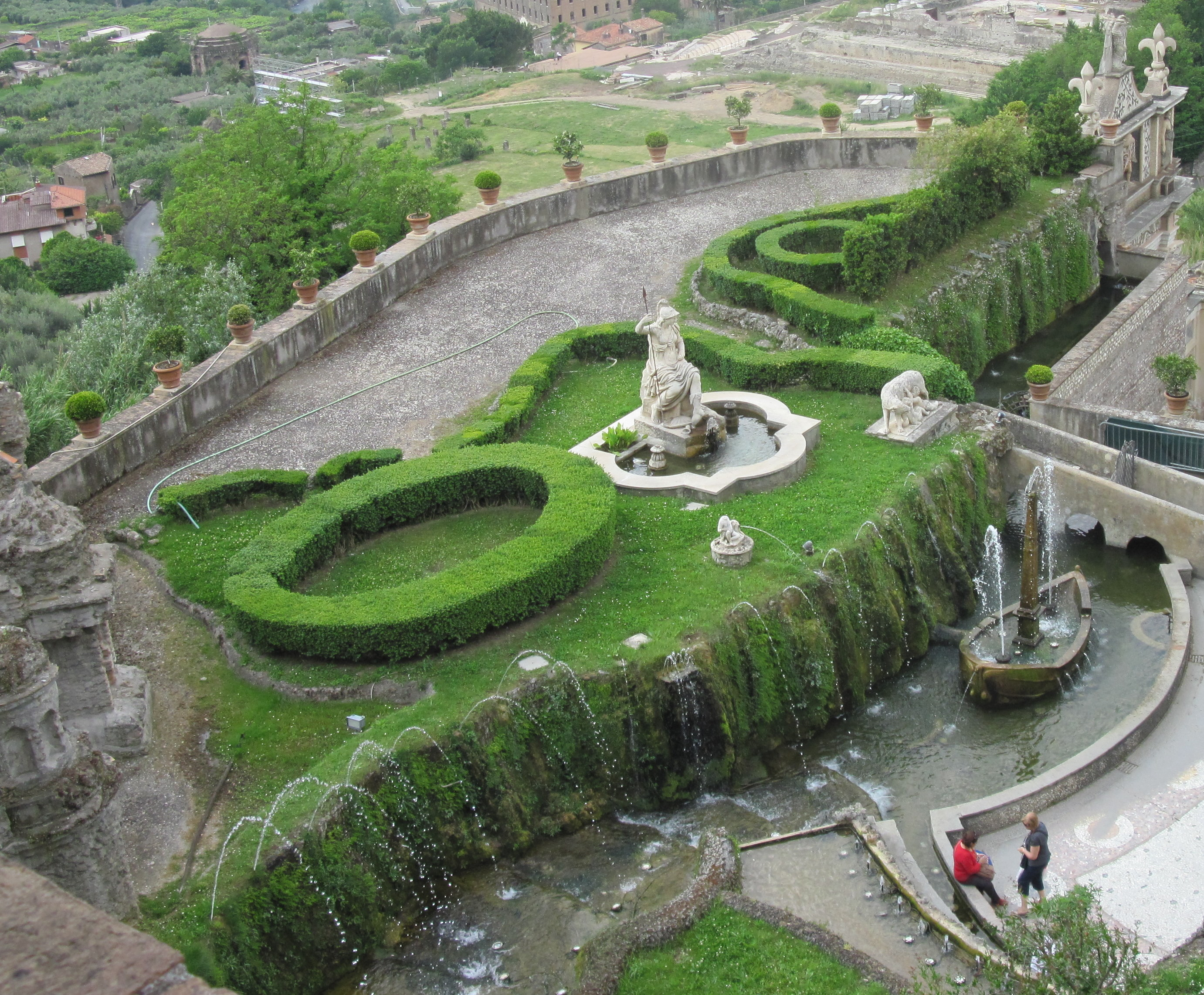
A Rometta

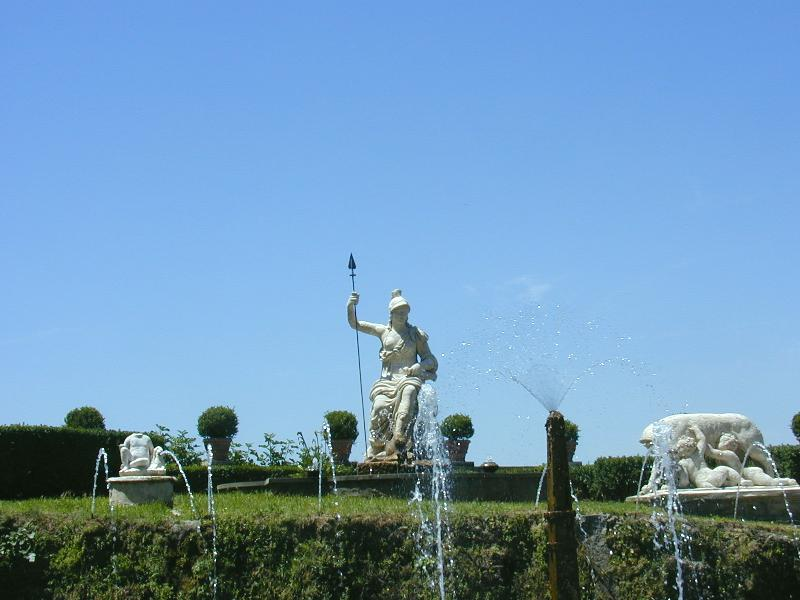
Róma allegóriája a trónon

A villából leereszkedve, a Viale delle Cento Fontane végén a Rometta kilátó nyílik a római síkság felé. A medencék és fúvókák halmaza a nagy medencében összpontosul, középen Róma allegóriája trónol, bal oldalon szcenográfiai keretben, eredetileg az óvárost jellemző legreprezentatívabb műemlékek idézésével. Innen a név. Pirro Ligorio és talán személyesen II. Ippolito tervezte, 1570-ben a szökőkútkészítő Luigi Maccarone építette.
Nagy alapon elhelyezve, a mögötte lévő teraszról pazar kilátás nyílik a látogatókra: egy íves csatornán átívelő kis hídon keresztül közelíthető meg, amely a Tiberist jelképezi, amelyet két patak táplál, amelyek összefolyása az Aniene folyó Tiberisbe folyását jelenti. A vízi út közepén egy ókori római hajó áll, amely a Tiberis-szigetet képviseli, ahol az első római település létesült, mivel a folyó könnyen gázolható pontja; A szigeten számos kórház is működött, amelyekre valószínűleg a kis híd alatt kanyargó kígyó utal, az orvoslás istenének, Aszklépiosznak a szimbóluma. A szökőkút közepén a Győztes Róma szobra áll sisakkal, mellvérttel és lándzsával felfegyverkezve, oldalt pedig a Romulust és Remust szoptató anyfaarkas szoborcsoportja.
A szökőkutat eredetileg sok más szoborcsoport díszítette, amelyek az Ókori Róma emlékműveit szimbolizálták ( Titus íve, Septimius Severus íve, Constantinus diadalíve, Traianus oszlopa, a Pantheon, a Colosseum és sok más), mindegyiket Pierre de la Motte készítette, kivéve Pirro notte Ligorini rajza alapján 685: a komplexum jelentős részének a 19. századi lebontása előtt a szökőkút egészen másnak, sok szoborral díszített és részletgazdagnak kellett lennie.

#### Neptun-kút

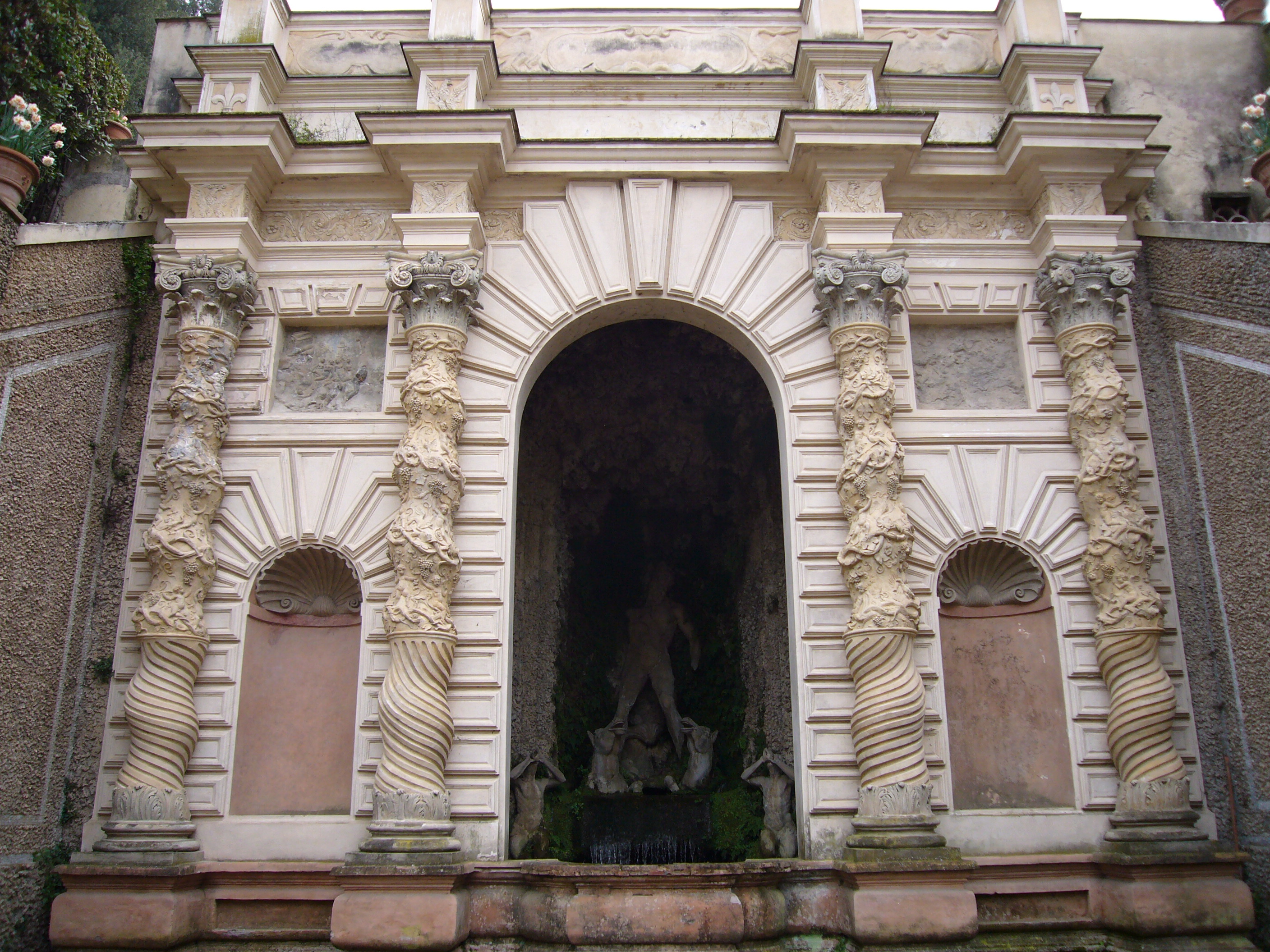
Ariadné szökőkútja

Kültéri étkezőnek tervezték, a Civetta-szökőkút mellett található, amelyhez építészetileg is kapcsolódik, és a kert két különböző szintjét egyensúlyba hozza.
A szökőkút egy központi nimfeumból és két oldalsó fülkéből áll, amelyeket négy csavart, stukkószőlő hajtásokba burkolt oszlop közbeiktat, valamint két lépcsőház, amelyek lehetővé teszik a kommunikációt a park két különböző szintje között. A ferraresei építész, Giovanni Alberto Galvani († 1586) tervezte a „császárok szökőkútjaként", Caesar, Augustus, Traianus és Hadrianus római császárok szobraival, amelyek a sarkokat díszítették, míg a központi fülkében Arethusza és más nimfák szobra volt. Ezeket azonban soha nem hajtották végre, és a 17. században a Plútó stukkócsoportja váltotta fel Perszephonét, egy kagyló alakú szekéren, amelyet lovak vontak, miközben két Sileni tengeri hárfán játszik, két delfin pedig kavarja a vizet. Perszephoné alakja, amely jól látható Venturini 1685-ös metszetén a fülkékben lévő két szoborral együtt, az utóbbihoz hasonlóan elveszett.

#### A Bagoly szökőkútja

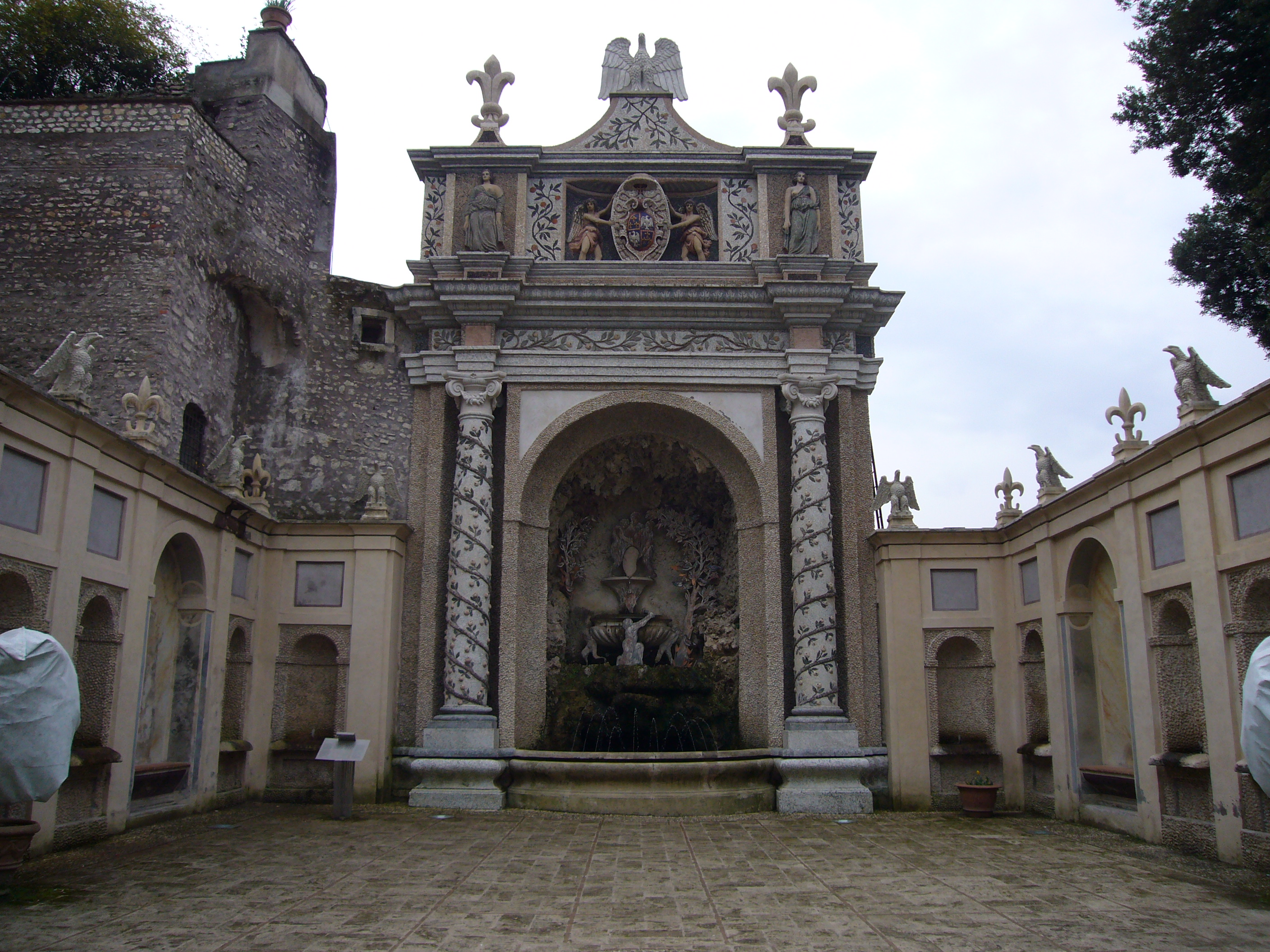
A Bagoly szökőkútja

A Sárkány-kút bal oldalán, a sugárút végén található, 1596-ban a firenzei Raffaello Sangallo építtette, Giovanni Del Duca tervezte. „Bagoly” vagy „Madarak” szökőkútnak nevezik azt a bonyolult mechanizmus miatt, amely a víz esését kihasználva fémmadarak megjelenését idézte elő a bronz ágakon, amelyek a szökőkút fülkében összefonódtak, és csiripeléshez hasonló hangokat bocsátottak ki; egy másik mechanizmus ehelyett egy baglyot idézett elő, amely kellemetlen énekével megijesztette a madarakat és elfojtotta éneküket.
Hogy ez a szökőkút és csodálatos hidraulikus mechanizmusai mennyire voltak képesek meghökkenteni a villa vendégeit, arról sok író beszámol, akik a meglepő berendezésen elcsodálkozva tanúskodnak róla. A mechanizmus idővel elveszett, és csak az elmúlt években, a szökőkút hosszas restaurálása után hoztak létre egy olyan mechanizmust, amely csak részben hasonlít az eredetihez. De a szökőkút más részei is elvesztek: a központi nimfeum mozaikjai, a magas domborművek, a római szobrok, valamint Ulisse Macciolini da Volterra faunjai és szatírjai. A fülke közepén ott marad a vízsugár, amely két szinten zuhatagként ereszkedik le, amelyeket egykor a szoborcsoport által alátámasztott medencék alkotnak. A fülkében két mozaikoszlop található, amelyeken gombokkal ellátott szőlők spirálnak, emlékeztetve a Sárkány-szökőkút herkulesi epizódjára; tetején azonban a szökőkutat II. Hippolit két angyal által megtámasztott pajzsa uralja, melynek oldalain, az oszlopok fölött két női alak van elhelyezve; a liliomok és a sas Este szimbólumai díszítik a szökőkút legmagasabb részét.

#### Orgona szökőkút

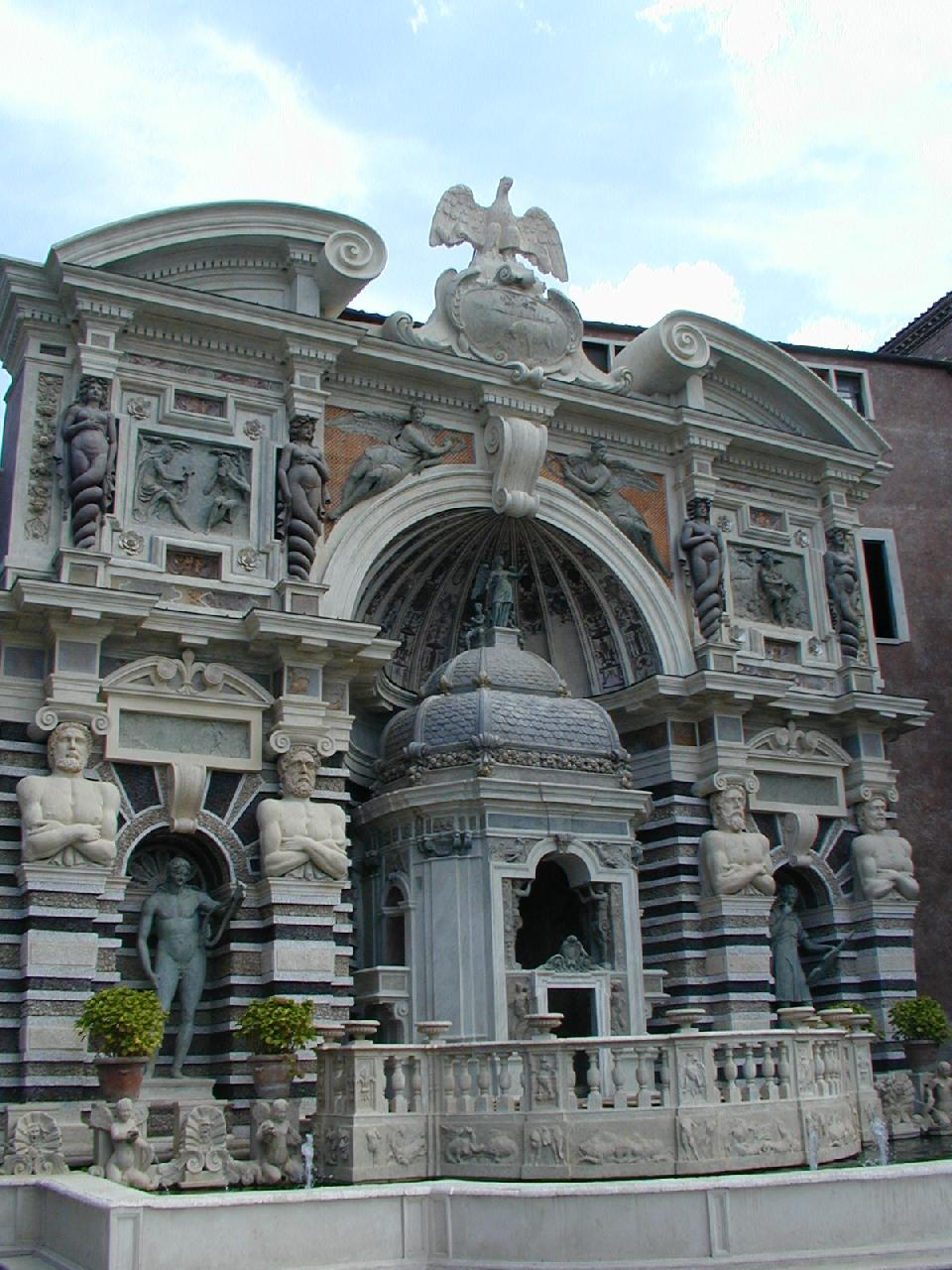
Orgona szökőkút

A víziorgona szökőkút a benne lévő vízmechanizmusnak köszönheti a nevét, amely hallhatóvá tette az orgona dallamait. 1568 és 1611 között épült, egy barokk stílust idéző, magas épületből áll, Pirro Ligorio tervei alapján, melynek homlokzatát virágmotívumok, szirénák, heraldikai szimbólumok, szárnyas győzelmek és tengeri kagylók ihlette dekorációk sora díszíti: négy kolosszális támasztékot, Gaglidoumon tela alkotást. középen egy apszis, amelyben az eredeti terv szerint Ephesus Diána vagy „Anyatermészet" szobra került, később a jelenlegi helyére került; a két kisebb oldalsó fülkében Apolló és Diana szobrai találhatók. Egy ovális medence, amelyet kis oszlopokkal határolt korlát veszi körül, és azt a benyomást kelti, mintha az épület a vízből emelkedett volna ki.
Alessandro d'Este bíboros volt az, aki később a Bernini által létrehozott harmonikus aedicule-t vagy kis templomot helyezte a központi fülkébe, hogy megvédje a víziorgonát. A készüléket a franciák Luc Leclerc és Claude Venard alkották meg; működése a víznek egy vezetéken keresztül egy földalatti boltozatos üregbe zuhanásán alapult, ahol összenyomás révén erős levegősugarat idézett elő, amely egy csőbe kényszerült, amely így fújtatóként működött, és a levegőt az orgonasípokba fújta; ehelyett egy másik erős vízsugár aktiválta a vasvázra rögzített nagy kereket vagy fogazott hengert, melynek fogai az orgonabillentyűkre ützöttek, gyönyörű dallamokat határozva meg. Ez a szerkezet nagy csodálkozást keltett a villa vendégei számára, olyannyira, hogy állítólag XIII. Gergely 1573-as látogatása során a pápát annyira lenyűgözték ezek a hangok, hogy személyesen akarta ellenőrizni, nem játszik-e senki. Többször is próbálkoztak a mechanizmus helyreállításával, és csak a szökőkutat érintő legújabb munkák sorozata eredményezte azt, hogy 2003 óta az Orgona-kút újra visszhangra találhat (jelenleg kétóránként 10.30-tól).

#### Ariadné szökőkútja

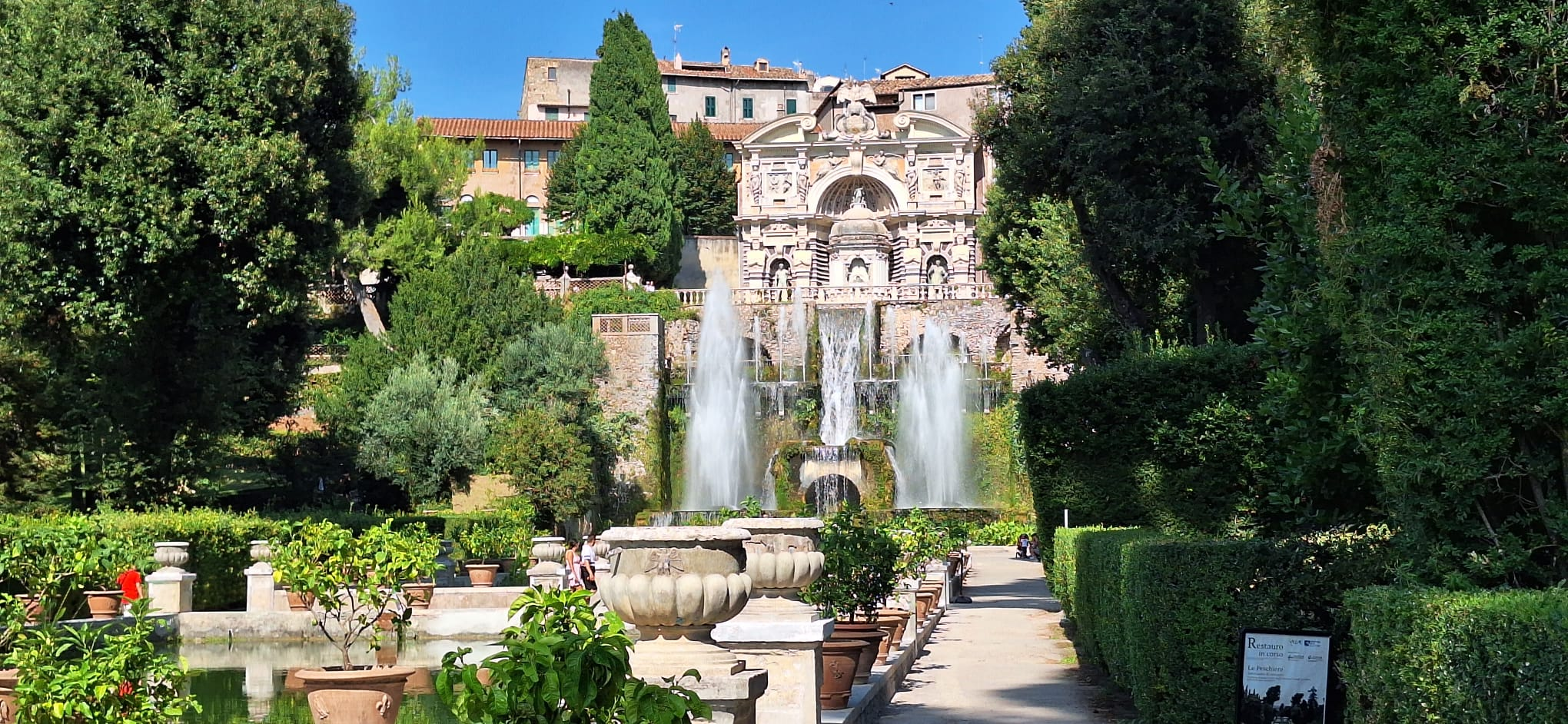
A Neptun-kút

A villa legimpozánsabb és leglátványosabb szökőkútja, a nagy vízmennyiség és a nagy vízfröccsenést a levegőbe lövellő erős fúvókák miatt egyben a legújabb is: Attilio Rossi (Castel Madama 1875-1966) mérnök közreműködésével készítette el 1927-ben mintegy két évszázados elhagyatottság és a különböző szintek átszervezése miatt leépült. Bernini szökőkútjának profilja, amely Venturini metszeteiben és Fragonard rajzain is megcsodálható, számos tizennyolcadik századi szökőkút mintájává vált, köztük a híres casertai királyi palotáé is.
A huszadik századi művész nagy érzékenységének köszönhetően, aki az új építészeti és vízi komplexumot az eredetire oltotta, harmonikus kompozíció jött létre, amely az alapból lassan fejlődik, finoman erősödik, a felső részen élénkebbé válik, és az ég felé robban. Legmagasabb részét az Orgona-kút előtti tér korlátja alkotja, alatta három megközelíthető és összefüggő nimfeum (a Szibilla-barlangok) található, ahonnan a zúgó vizek mennydörgő zaja hallatszik: a két oldalt a vízlegyezők, míg a középsőt heves gravitációs vízesés jellemzi. A nimfeumok teraszának tövéből egy külsőbb csatornából érkezve tizenkét sugár emelkedik ki, mindkét oldalon hat, középponttól kifelé csökkenő magasságban, egy-egy orgona sípjainak haladását idézve. Ehelyett a Bernini-vízesés impozáns víztömege, amely eredetileg durván faragott kőből készült, hogy felidézze a természetes sziklát, majd egy alsó medencébe szakad, amely három alsó vízesésre, egy központi és két oldalsó vízesésre osztja a vizet, ugyanazon az erkélyen keresztezi.

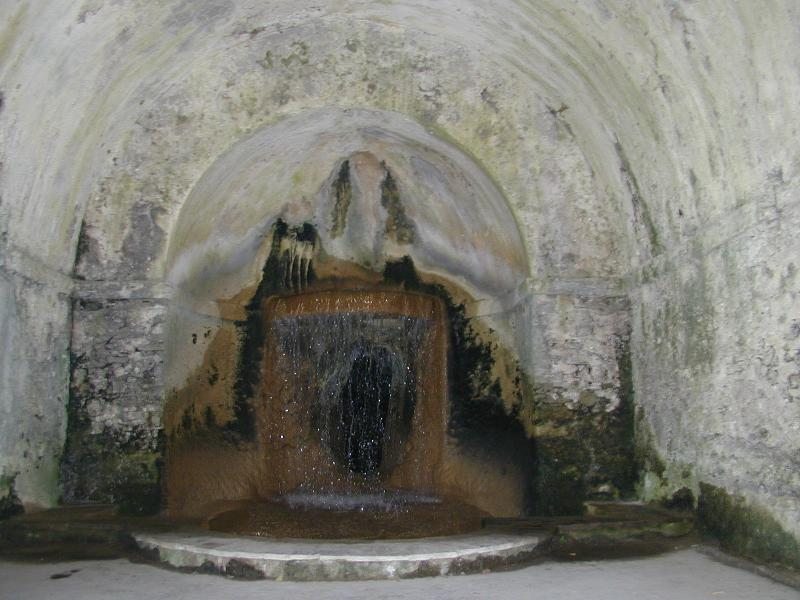
A Központi Nimfeum

Ez alatt egy nimfeum található, amely a 16. századi Neptunusz mellszobrát foglalja magában, amelyet eredetileg a Peschiere túloldalán lévő tenger szökőkútjának szántak, és amelyet II. Ippolito bíboros gazdasági nehézségei miatt soha nem építettek fel. A nymphaeum előtt vízfátyol fut, amely összegyűjti a vízesés és a felső vízsugár víz egy részét. A lenyűgöző víztömeg egy medencébe zuhan, amelyből mindkét oldalról erős sugarak emelkednek az ég felé. Alatta nagy zmedencék helyezkednek el, egyik lejjebb, mint a másik, így a túlcsorduló vizek egyikből a másikba hullanak, lágy vízeséseket képezve. Az utolsó medence lecsillapítja a szökőkút vizét, mielőtt a szemközti halastavakba önti, fokozatosan és teljes mértékben átalakítva a vizet a csobogóból a nyugalomba. A szökőkút szcenográfiája így illeszkedik a Peschiere alább látható víztükrei és az Orgona szökőkút fentebb ábrázolt építészeti komplexuma közé.

#### A halastavak

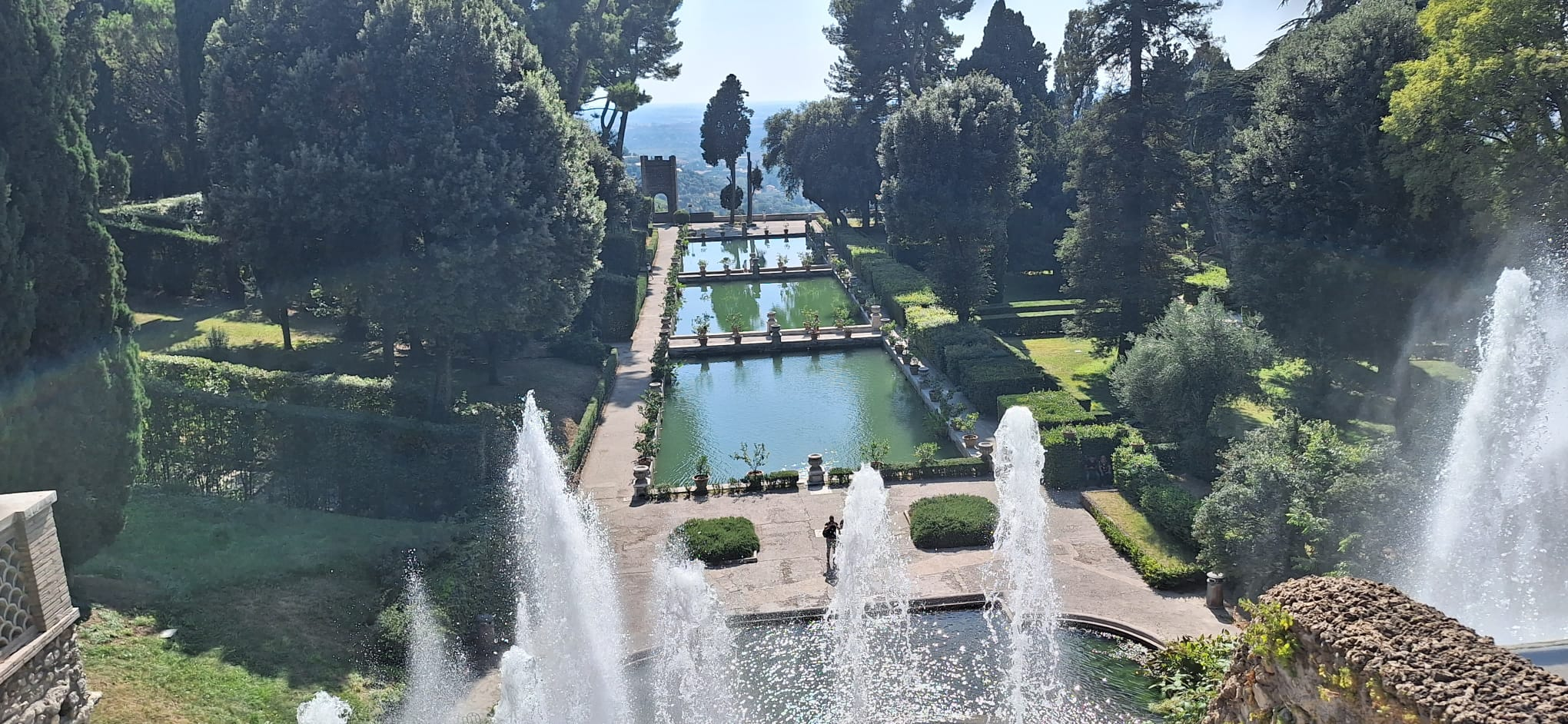
A Halastavak

A Neptun-kút előtt egymás után elhelyezve, ahonnan a vizet kapják, és buja növényzettel körülvéve, a Halastavak (Peschiere) három nagy téglalap alakú medence. A szélük mentén elhelyezett vázákból érkező fúvókák (medencénként nyolc) mozgatják, amelyek különböző intenzitást feltételezve, eltérően és csökkenő módon hullámzanak, a három medence folytatja a Neptun-kútban megkezdett vizek mozgási fokozatát, hogy csökkentse azt az utolsó medencéhez, a tengerhez közel helyezve fejezze be az előző szökőkút kompozícióját. A Peschiere amellett, hogy kellemes és pihentető sétahely volt, építésekor a nagyra becsült édesvízi halfajták tenyésztését szolgálta, hogy a villában tartózkodóknak lehetőségük legyen a horgászat és a halak asztalánál élvezhető élvezeteire. Erre a célra a környezetükben luxuskioszkok helyezkedtek el, amelyek a séta alatt pihenni vágyók kényelmét, a horgászathoz szükséges felszerelések tárolását szolgálták.

#### Európé szökőkútja
A park panorámás teraszának mellvédjének szinte közepén helyezkedik el, a pompás római vidékre hátrálva. Mára megfosztották az eredetileg díszítő szobroktól, amelyek sorsáról nincs hír, nevét az alvó Ariadné szobráról kapta, amelyet eredetileg a központi fülkében helyeztek el.

#### Az úti célok szökőkútjai

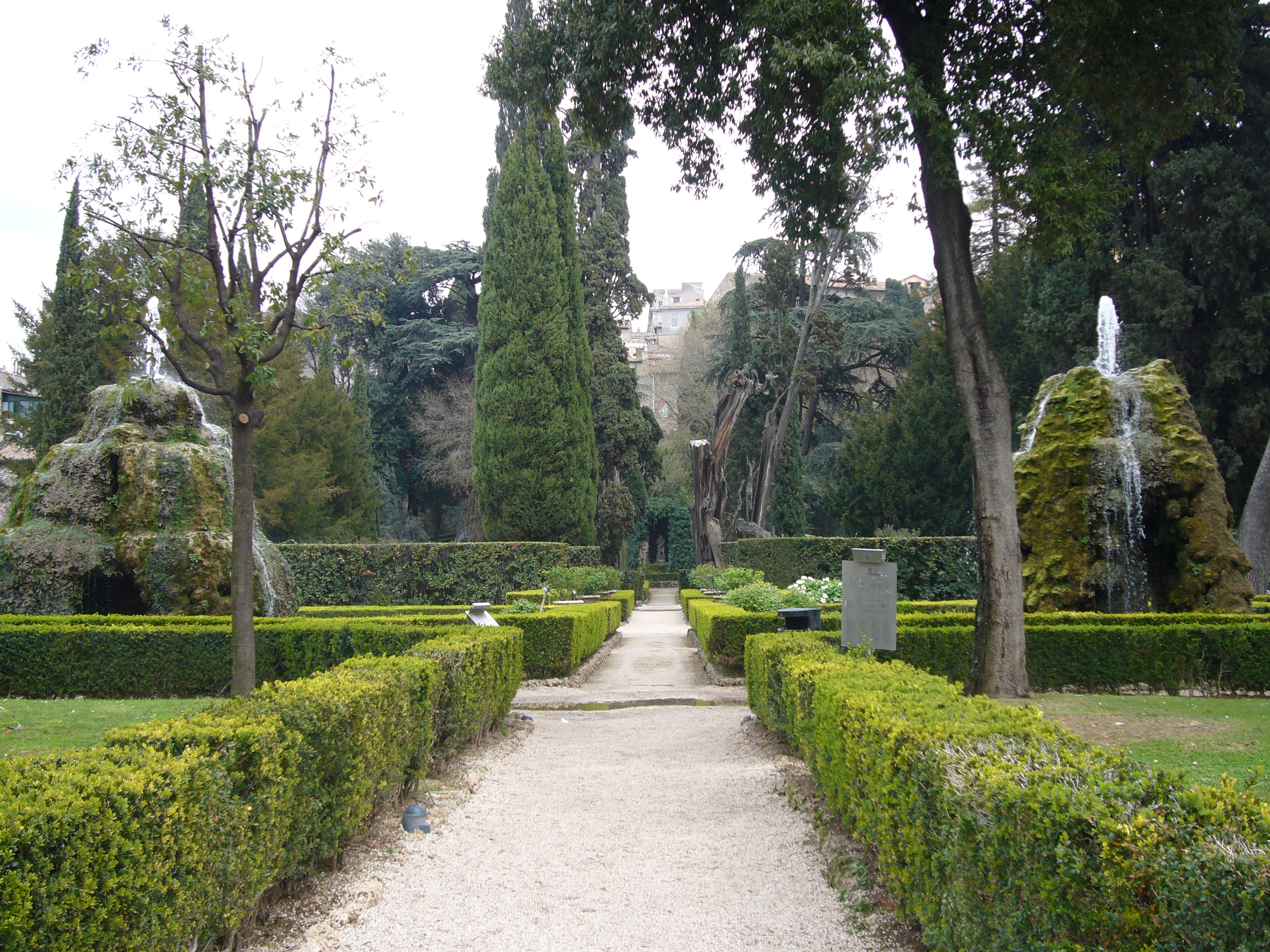
Rusztikus szökőkutak (vagy „a mete")

Két szökőkútról van szó, amelyek a kert alsó részében, az Ariadné-kút panorámás terasza mellett futó sugárúton, két virágágyás közepén helyezkednek el. Három nagy, kör alakú sziklatömbből állnak, csökkenő sorrendben egymásra helyezve, és mohával borítják; a tetejükön két megfelelő fúvóka található. Ez a két szökőkút a római Meta Sudans szökőkút ábrázolása, amely Konstantin diadalíve és a Colosseum között található, és ahol a római gladiátorok megmosdakodtak a harcok után.

#### A természet vagy a bőség kútja

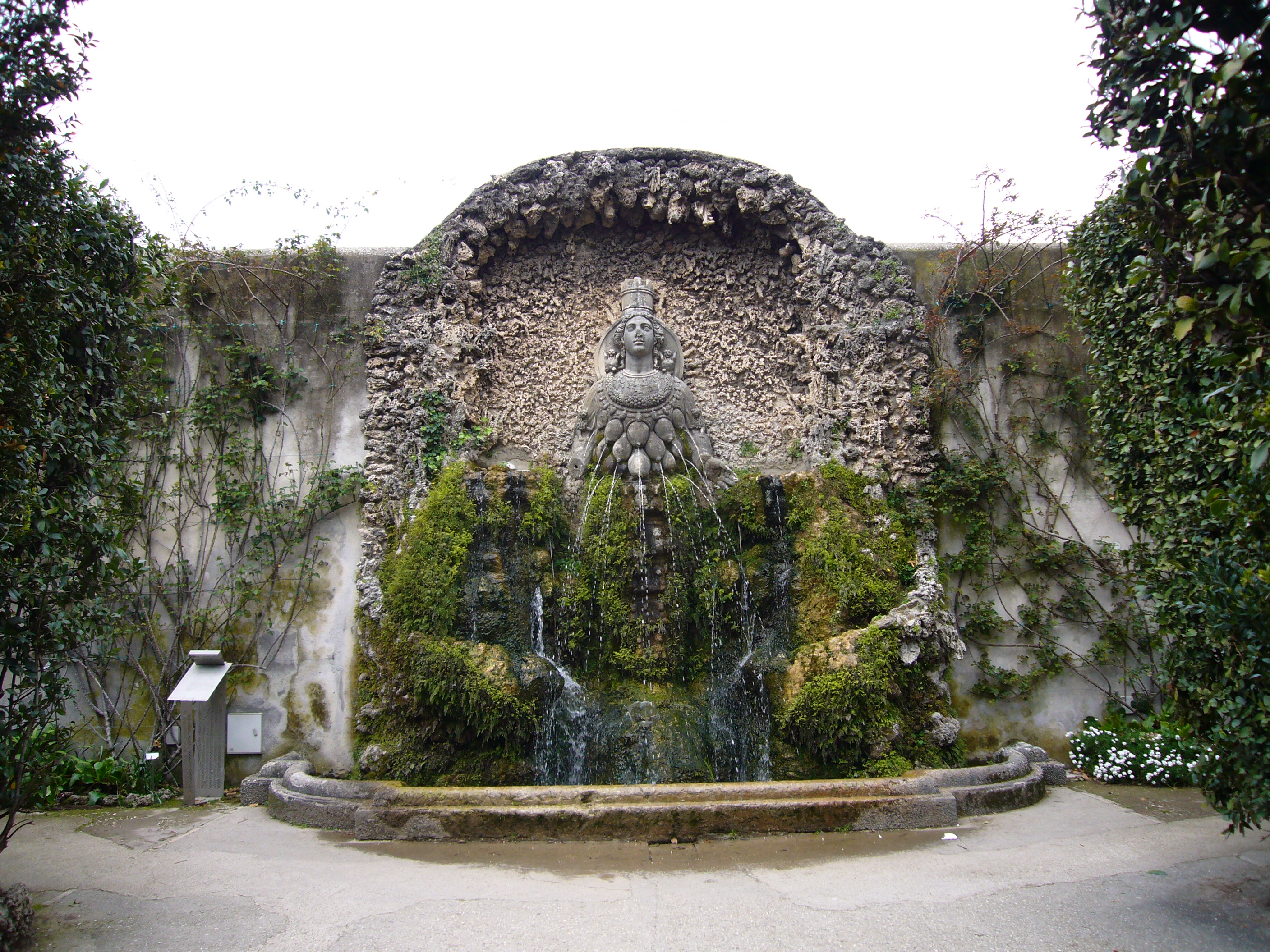
A Bőség szökőkútja

Az Anyatermészet szökőkútjaként vagy a Bőség forrásaként is ismert, közel a környező falhoz, a kert északi oldalán, a Via del Collén lévő Villa régi bejáratának közelében.
A villa alsó részének dekorációiban széles körben használt meszes konkréciós anyag, tiburtin tatárral díszített háttéren az efezusi Diána travertin- másolata, sok mellű (egyes tudósok szerint valójában egy bika herezacskói, amely a természet istennői életkultuszának megszakítását jelentő állat, az áramlás megszakítása).
A szobrot Gillis Van den Vliete flamand szobrásztól (olaszul Giglio della Vellita vagy Egidio della Riviera) rendelte II. Ippolito, hogy díszítse a ma Orgona-kútnak nevezett szökőkút központi fülkét. Alessandro d'Este 1611-ben helyezte át jelenlegi, rejtettebb helyére, nehogy szembemenjen az ellenreformáció diktátumával, amely elítélte a pogány alattvalókkal végzett munkákat, és a helyére egy kis templomot építtetett a felső szökőkút új nevét adó víziorgona védelmére.

#### A Rotonda dei Cipressi szökőkútjai
A Rotonda dei Cipressiben körbe rendezve négy alacsony szökőkút található kicsi, nyugodt fúvókákkal és hármas travertin medencékkel.

## Fordítás
- Ez a szócikk részben vagy egészben  a   Villa_d'Este (Tivoli) című olasz Wikipédia-szócikk ezen változatának fordításán alapul.  Az eredeti cikk szerkesztőit annak laptörténete sorolja fel. Ez a jelzés csupán a megfogalmazás eredetét és a szerzői jogokat jelzi, nem szolgál a cikkben szereplő információk forrásmegjelöléseként.